# Federico Fellini
« Fellini » redirige ici. Pour les autres significations, voir Fellini (homonymie).
Federico Fellini [fedeˈriːko felˈliːni], né le 20 janvier 1920 à Rimini et mort le 31 octobre 1993 à Rome, est un réalisateur, scénariste de cinéma et de bande dessinée, caricaturiste, acteur et écrivain italien.
Il est l'un des plus grands réalisateurs italiens du XXe siècle et l'un des cinéastes les plus illustres de l'histoire du cinéma. Il s'est décrit comme « un artisan qui n'a rien à dire, mais qui sait comment le dire ». Il a laissé derrière lui des œuvres riches en satire et voilées d'une subtile mélancolie, caractérisées par un style onirique et visionnaire. Marquée à ses débuts par le néoréalisme, l'œuvre de Fellini évolue, dans les années 1960, vers une forme singulière, liée à la modernité cinématographique européenne à laquelle Ingmar Bergman, Michelangelo Antonioni, Alain Resnais, Jean-Luc Godard ou Andreï Tarkovski sont rattachés. Ses films se caractérisent alors par le foisonnement des thèmes et du récit, l'artificialité revendiquée de la mise en scène et l'absence totale de frontière entre le rêve, l'imaginaire, l'hallucination et le monde réel.
Il a remporté deux fois le Grand Prix au Festival du film de Moscou (1963 et 1987), la Palme d'or au Festival de Cannes 1960 pour La dolce vita  et le David Luchino Visconti 1984 ainsi que le Lion d'or à la Mostra de Venise 1985 et l'Oscar d'honneur en 1993 pour l'ensemble de sa carrière. Il est également chevalier grand-croix au grand cordon de l'ordre du Mérite de la République italienne en 1987.

## Biographie

### 1920-1938: Jeunesse à Rimini
Federico Fellini est né dans la station balnéaire de Rimini, alors située dans la province de Forlì (aujourd'hui capitale provinciale), le 20 janvier 1920 dans une famille d'extraction petite-bourgeoise. Le 25 janvier, il est baptisé Federico Domenico Marcello Fellini à l'église San Nicolò. Son père, Urbano Fellini (1894-1956), est né dans une famille de paysans et de petits propriétaires de Gambettola, il s'installe à Rome en 1915 comme boulanger en apprentissage dans l'usine de pâtes Pantanella. Sa mère, Ida Barbiani (1896-1984), est une femme au foyer issue d'une famille catholique bourgeoise de marchands du quartier de l'Esquilin à Rome. Malgré la désapprobation catégorique de sa famille, elle s'est enfuie avec Urbano en 1917 pour aller vivre chez les parents de ce dernier à Gambettola. Un mariage civil a suivi en 1918 et la cérémonie religieuse a eu lieu à Santa Maria Maggiore à Rome un an plus tard.
Le couple s'installe à Rimini où Urbano devient vendeur ambulant et vendeur de gros. Federico Fellini a deux frères et sœurs, Riccardo (1921-1991), un réalisateur de documentaires pour la Rai, et Maria Maddalena (1929-2004), une actrice de cinéma, de télévision et de théâtre.
En 1924, Fellini commence l'école primaire dans un institut dirigé par les religieuses de San Vincenzo à Rimini, puis il entre à l'école publique Carlo Tonni deux ans plus tard. Élève attentif, il passe ses loisirs à dessiner, à organiser des spectacles de marionnettes et à lire Il corriere dei piccoli, le magazine populaire pour enfants qui reproduit les dessins animés américains traditionnels de Winsor McCay, George McManus et Frederick Burr Opper. Le Happy Hooligan d'Opper sera une inspiration visuelle pour Gelsomina dans son film La strada (1954) mais son dessinateur préféré est l'Américain Winsor McCay, inventeur du personnage de Little Nemo. Inspiré par le célèbre personnage, il avait construit de manière imaginative un monde inventé dans sa chambre, dans lequel il imaginait mettre en scène les histoires qu'il voulait vivre, raconter et voir au cinéma. Aux quatre piliers du lit, il avait donné les noms des quatre cinémas de Rimini : c'est à partir de là, avant de s'endormir, que ses histoires imaginatives prenaient forme. Dès l'âge de seize ans, Fellini montre une grande attirance pour le cinéma : en effet, dans son livre Quattro film, il décrit comment, entre les années 1936 et 1939, il sortait de chez lui sans la permission de ses parents et entrait dans les cinémas de sa ville. À cet âge, il n'envisageait pas encore de devenir cinéaste, mais quelque chose entre un écrivain et un illustrateur.
En 1926, il découvre le théâtre du Grand Guignol, le Pierrot de la Commedia dell'arte et le cinéma. Le premier film qu'il visionne est Maciste aux enfers (1925) de Guido Brignone, ce qui l'oriente vers la Divine Comédie de Dante et le monde du cinéma durablement.
Élève du ginnasio Giulio Cesare en 1929, il se lie d'amitié avec Luigi Benzi, dit « Titta », qui deviendra plus tard un éminent avocat de Rimini (et le modèle du jeune Titta dans Amarcord (1973)). Dans l'Italie de Mussolini, Fellini et Riccardo deviennent membres de l'Opera Nazionale Balilla, le groupe de jeunesse fasciste obligatoire pour les hommes. Il s'est rendu à Rome avec ses parents pour la première fois en 1933, année du voyage inaugural du paquebot transatlantique SS Rex (que l'on voit dans Amarcord). La créature marine trouvée sur la plage à la fin de La dolce vita (1960) est inspirée d'un poisson géant échoué sur une plage de Rimini pendant une tempête en 1934.
Bien que Fellini ait adapté des événements clefs de son enfance et de son adolescence dans des films tels que Les Vitelloni (1953), Huit et demi (1963) et Amarcord (1973), il a insisté sur le fait que ces souvenirs autobiographiques étaient des inventions :

« Ce n'est pas la mémoire qui domine mes films. Dire que mes films sont autobiographiques est une formule toute faite, une classification hâtive. Il me semble que j'ai presque tout inventé : l'enfance, le caractère, les nostalgies, les rêves, les souvenirs, pour le plaisir de pouvoir les raconter. »

En 1938, avant même de terminer l'école, Fellini envoie ses créations aux journaux. Le prestigieux hebdomadaire La Domenica del Corriere publie une quinzaine de ses caricatures dans la rubrique Cartoline del pubblico (la première paraît dans le numéro du 6 février 1938). L'hebdomadaire politico-satirique florentin Il 420 (it), édité par Nerbini, publie de nombreuses caricatures et chroniques humoristiques de lui jusqu'à la fin de l'année 1939. Fellini s'installe à Rome le 4 janvier 1939 sous le prétexte de fréquenter l'université, en réalité pour concrétiser son désir de se consacrer à la profession de journaliste.

### 1939: L'arrivée à Rome

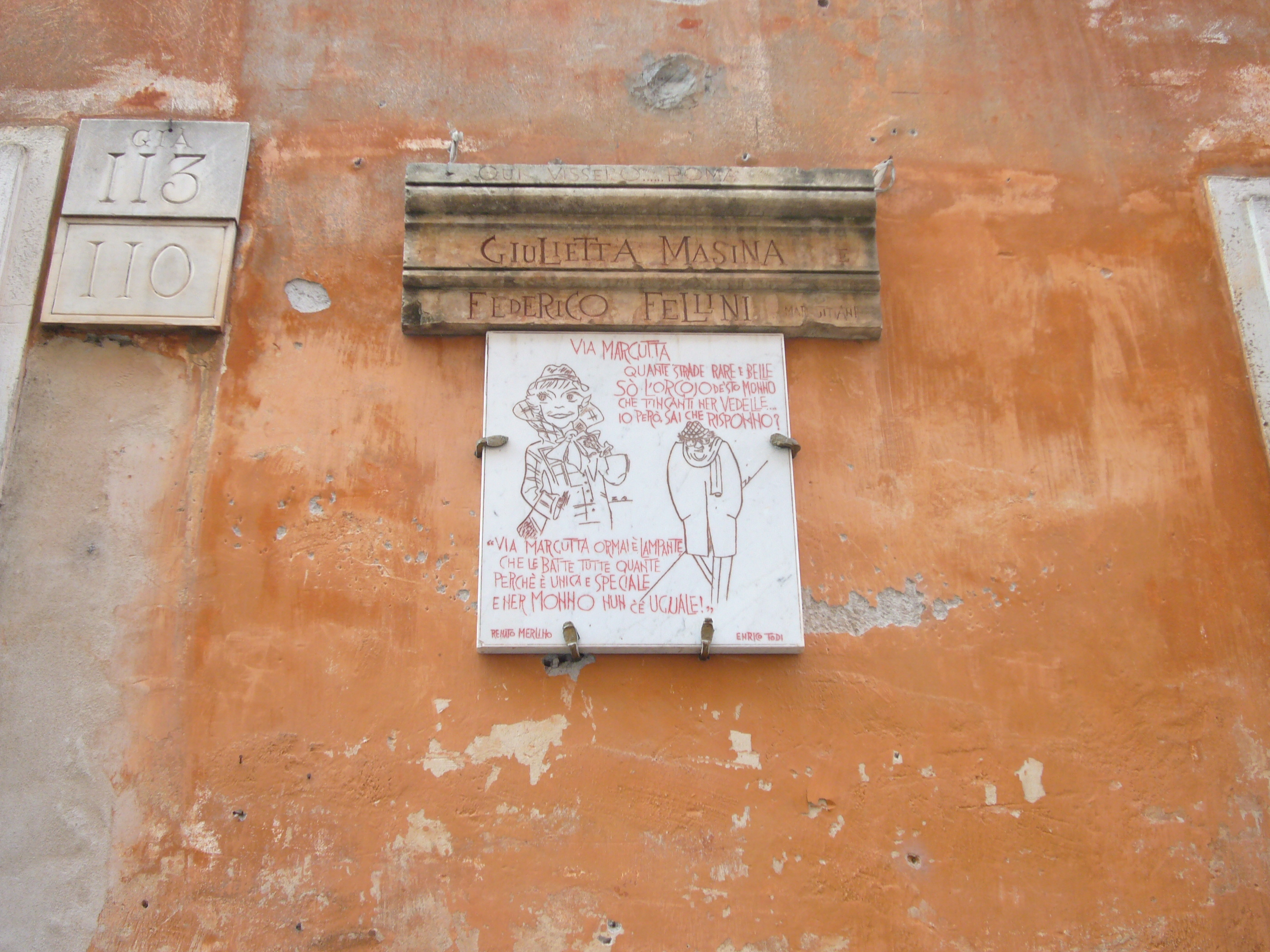
Plaque commémorative sur la façade de la maison rue Margutta à Rome où habitèrent
Federico Fellini et Giulietta Masina.

Fellini arrive dans la capitale suivi de sa mère Ida, qui a de la famille dans la ville, et de Riccardo et Maddalena ; il se loge Via Albalonga 13, près de la porta San Giovanni (dans le quartier Appio-Latino). En septembre 1939, il s'inscrit à la faculté de droit de l'Université de Rome pour faire plaisir à ses parents. Le biographe Hollis Alpert rapporte qu'« il n'existe aucune trace de sa présence à un cours ». Installé dans une pension familiale, il rencontre un autre ami de toujours, le peintre Rinaldo Geleng. Désespérément pauvres, ils s'associent sans succès pour dessiner des croquis de clients de restaurants et de cafés. Fellini finit par trouver un emploi de jeune journaliste pour les quotidiens Il Piccolo et Il Popolo di Roma, mais il démissionne peu après, lassé de devoir écrire des comptes rendus des jugements du tribunal.
Parallèlement, quelques mois après son arrivée à Rome, en avril 1939, Federico Fellini avait fait ses débuts dans Marc'Aurelio, le principal magazine satirique italien, fondé en 1931 et dirigé par Vito De Bellis. Il collabore en tant que dessinateur satirique, créateur de nombreuses chroniques (dont È permesso... ?), caricaturiste et auteur des Storielle di Federico, devenant une signature de premier plan du bimensuel. Sa principale référence dans cette phase est le dessinateur satirique et illustrateur de cinéma Enrico De Seta.
Le succès du Marc'Aurelio se traduit par de bons revenus et des offres d'emploi inattendues. Fellini fait la connaissance de personnages déjà connus à cette époque. Il commence à écrire des scripts et des gags de son cru. Il collabore en tant que co-scénariste à certains films qui mettent en vedette Erminio Macario : La Folle Aventure de Macario et Macario millionnaire (1939), Faut pas m'le dire et Le Pirate, c'est moi (1940) ; il écrit les blagues pour les spectacles d'Aldo Fabrizi, dans le cadre d'une amitié établie avant ses débuts dans le monde du spectacle,.
Il collabore rapidement à de nombreux films à Cinecittà et son cercle de connaissances professionnelles s'élargit au romancier Vitaliano Brancati et au scénariste Piero Tellini. Au lendemain de la déclaration de guerre de Mussolini contre la France et la Grande-Bretagne le 10 juin 1940, Fellini découvre La Métamorphose de Franz Kafka, Nicolas Gogol, John Steinbeck et William Faulkner ainsi que les films français de Marcel Carné, René Clair et Julien Duvivier. En 1941, il publie Il mio amico Pasqualino, un livret de 74 pages en dix chapitres décrivant les aventures absurdes de Pasqualino, un alter ego.

### Fellini et la radio

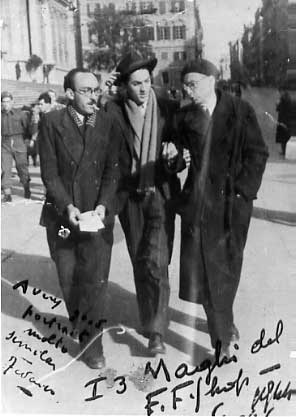
, Federico Fellini et Guglielmo Guastaveglia à Rome en 1944.

En 1941, il est appelé à collaborer avec l'Ente Italiano per le Audizioni Radiofoniche (EIAR), débutant une courte saison en tant qu'auteur radiophonique. Bien que moins connue que son œuvre cinématographique, l'activité radiophonique de Fellini est importante car elle marque ses débuts dans le monde du spectacle, ainsi que le début de son partenariat artistique et affectif avec Giulietta Masina,.
Au cours de ces années, Fellini a rédigé environ quatre-vingt-dix scénarios, dont des présentations de programmes musicaux, des revues radiophoniques, jusqu'à la série de vingt-quatre radioscènes Cico e Pallina. Diffusée occasionnellement dans le cadre de l'émission de variétés Il terziglio entre 1942 et 1943, la série retrace les aventures de deux jeunes couples mariés à l'âme simple et pure.
Le rôle de Cico est interprété par Angelo Zanobini, tandis que Pallina est incarnée par une jeune actrice de revue, Giulietta Masina, que Fellini a rencontrée en 1942 et qui deviendra son inséparable compagne et interprète dans ses films. La vaste production radiophonique de Fellini de ces années-là comprend également les revues qu'il a écrites avec Ruggero Maccari (dont Vuoi sognare con me, interprété par la suite par Paolo Poli, Riccardo Garrone, Gisella Sofio et Sandra Milo) et la mélodramatique Una lettera d'amore (1942), centrée sur deux jeunes fiancés analphabètes qui échangent des lettres d'amour faites de feuilles de papier vierge et qui préfigure la poésie de personnages de films ultérieurs tels que Gelsomina et Cabiria.
En juillet 1943, Giulietta présente Federico à ses parents. Après le 8 septembre 1943, lorsque la proclamation de Badoglio rend public l'armistice avec les Alliés, Fellini, au lieu de répondre à l'appel du contingent, se marie avec elle le 30 octobre. Pendant les premiers mois de leur mariage, ils vivent ensemble dans la maison de la tante de Giulietta, Giulia. Giulia est issue d'une famille aisée (ses parents possédaient la fabrique de chaussures Di Varese à Milan et elle était la veuve d'Eugenio Pasqualin, directeur du lycée Torquato Tasso (it) dans la capitale). Giulietta et Federico ont bientôt un fils, Pier Federico dit Federichino, qui naît le 22 mars 1945 et meurt un mois seulement après sa naissance, le 24 avril.

### Premières scénarisations

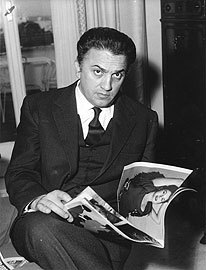
Fellini dans le courant des années 1950.

En 1942, Fellini co-scénarise avec Vittorio Mussolini, le fils du dictateur fasciste, un film d'aventures tourné dans le désert de Libye, I cavalieri del deserto, réalisé par Gino Talamo et Osvaldo Valenti. Fellini a peut-être réalisé certaines des scènes libyennes après que Gino Talamo a été blessé dans un accident de voiture. Le film n'est finalement jamais sorti en raison des défaites subies en Libye lors de la campagne d'Afrique du Nord, ce qui signifie que son intrigue était désormais un embarras potentiel pour le régime. Le co-réalisateur et acteur principal Osvaldo Valenti ainsi que Luisa Ferida, sa partenaire à l'écran et dans la vie, seront fusillés par la Résistance à la Libération.
Entre 1942 et 1943, Fellini participe également à la scénarisation du film Quarta pagina de Nicola Manzari et à celui de Avanti c'è posto... et Campo de' Fiori de Mario Bonnard. Immédiatement après l'arrivée des forces alliées, il ouvre à Rome en 1944 un magasin appelé « The funny face shop », dans une salle de la Via Nazionale, avec Enrico De Seta, le journaliste Guglielmo Guastaveglia et les peintres Carlo Ludovico Bompiani (it) et Fernando Della Rocca. Ils y vendent des caricatures à l'intention des soldats alliés,. Le projet prend de l'ampleur et grâce à cela, il croise en 1945 pour la première fois Roberto Rossellini.
Grâce à Rossellini, Fellini co-scénarise Rome, ville ouverte et Païsa, des films qui inaugurent, parmi les œuvres d'autres auteurs comme Vittorio De Sica et Luchino Visconti, ce qui sera plus tard désigné comme le néoréalisme italien. Dans Païsa, Fellini a également joué le rôle d'assistant-réalisateur. Il semble d'ailleurs qu'il ait tourné, en l'absence de Rossellini, certaines scènes de raccord (il a certainement réalisé un long plan de la séquence se déroulant sur le Pô). C'est la première fois que Fellini passe derrière la caméra. En 1946, Fellini fait la connaissance de Tullio Pinelli, un écrivain pour le théâtre originaire de Turin. Bientôt, un partenariat professionnel naît entre eux : Fellini lance des idées et écrit des brouillons que Pinelli arrange et structure dans une forme lisible.
Dans les années qui suivent, Federico Fellini signe de nouveaux scénarios. En 1948, un scénario écrit avec Pinelli est mis en scène : Il miracolo (Le Miracle), l'un des deux épisodes de L'amore, un film réalisé par Roberto Rossellini. Dans cet épisode, Fellini est également acteur : il joue un vagabond qui rencontre et séduit une bergère naïve (Anna Magnani).
Il s'ensuit l'écriture des scénarios de plusieurs films de Pietro Germi : Au nom de la loi (écrit avec Pinelli, Monicelli, Germi et Giuseppe Mangione en 1949), Le Chemin de l'espérance (avec Germi et Pinelli en 1950), Traqué dans la ville (avec Pinelli en 1951). Toujours avec Alberto Lattuada, il écrit le scénario du Crime de Giovanni Episcopo (1946), de Sans pitié (1948) et du Moulin du Pô (1949).

### Première co-réalisation:Les Feux du music-hall
En 1950, Fellini fait ses débuts dans la réalisation avec Les Feux du music-hall (1950), qu'il co-réalise avec Alberto Lattuada. Outre la réalisation, les deux cinéastes s'essaient également à la production grâce à un accord basé sur une formule de coopération. Le sujet du film est un thème qui deviendra un topos narratif de Fellini : le monde de l'avanspettacolo et sa décadence. L'ambiance est joyeuse et détendue sur le plateau, Lattuada assurant principalement la mise en scène, mais avec un Fellini toujours présent et actif.
Bien que le film ait reçu des critiques positives, il n'a pas rencontré le succès commercial espéré, rassemblant 1,7 million de spectateurs et rapportant 177 millions de lires,, ce qui classe le film 65e du box-office Italie 1950-1951. Le mauvais résultat financier du film a laissé de lourdes traces sur les fortunes personnelles de Fellini et de Lattuada, ce qui a contribué à refroidir définitivement les relations entre les deux hommes.

### Première réalisation en solo:Le Cheik blanc
« ... Si erano imbarcati tutti in un barcone che era a un chilometro di distanza su un mare immenso. Mi parevano lontanissimi, irraggiungibili. Mentre un motoscafo mi portava verso di loro, il barbaglio del sole mi confondeva gli occhi. Non solo erano irraggiungibili, non li vedevo più. Mi domandavo ‘E ora cosa faccio?...' Non ricordavo la trama del film, non ricordavo nulla, desideravo tagliare la corda e basta. Dimenticare. Poi, però, di colpo tutti i dubbi mi svanirono quando posai il piede sulla scala di corda. Mi issai sul barcone. Mi intrufolai tra la troupe. Ero curioso di vedere come sarebbe andata a finire »
« ... Ils avaient tous embarqué sur un bateau qui se trouvait à un kilomètre de là, sur une mer immense. Ils semblaient si loin, inaccessibles. Alors qu'un hors-bord m'emmenait vers eux, l'éblouissement du soleil a troublé mes yeux. Non seulement ils étaient inaccessibles, mais je ne pouvais plus les voir. Je me suis demandé : "Qu'est-ce que je fais maintenant ?... Je ne me souvenais pas de l'intrigue du film, je ne me souvenais de rien, je voulais juste couper le cordon. Pour oublier. Mais soudain, tous mes doutes se sont envolés lorsque j'ai posé mon pied sur l'échelle de corde. Je me suis hissé sur la barge. Je me suis glissé parmi l'équipage. J'étais curieux de voir comment ça allait se passer. »

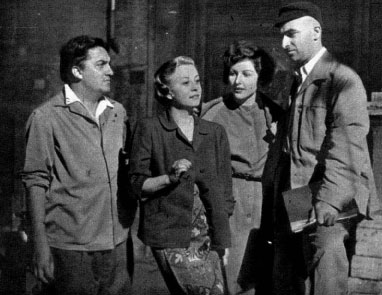
Federico Fellini, Giulietta Masina, Carla Del Poggio et Alberto Lattuada en 1952.

Deux ans après Les Feux du music-hall, Fellini réalise son premier film en solo avec Le Cheik blanc (1952), initialement titré en France Courrier du cœur lors de sa sortie en 1955,. Les coscénaristes du film sont Michelangelo Antonioni et Ennio Flaiano. Alberto Sordi y fait une prestation d'acteur remarquée comme un exemple de la capacité de Fellini à tirer le meilleur parti des acteurs les plus aimés du public. C'est un moment crucial dans la carrière de Fellini : le moment où l'activité de réalisateur prend le relais de celle de scénariste. La gestion du tournage par Fellini prend la forme d'une réinterprétation continue du scénario avec l'enrichissement des situations et l'expansion du temps. Cette façon de fonctionner l'a conduit à quelques désaccords avec le directeur de production Enzo Provenzale.
Avec ce film, Fellini et Flaiano inaugurent un style nouveau, fantaisiste, humoristique, une sorte de réalisme magique et onirique, qui n'a pas été immédiatement apprécié. De plus, de manière plus générale et en se référant aussi à la filmographie qui suit Le Cheik blanc, c'est le point de départ de ce qui a été désigné comme le « fantarealismo ». Selon Davide Abbatescianni, il s'agit d'un genre dans lequel « le film présente un mélange d'images réalistes et fantastiques, présentes dans une relation égale ou tendanciellement égale.[...] Fellini s'inscrit parfaitement dans cette démarche, mais il n'est certainement pas le seul réalisateur à avoir utilisé le mélange de réalité et de fantastique devant la caméra, même s'il a adopté un style original et très reconnaissable. Le fantarealismo est le plan intermédiaire, où le fantastique commence lentement à prendre le dessus sur la réalité ».
Le film est commercialement un fiasco complet, un coup dur pour la société de production de Luigi Rovere. Bien qu'il y ait quelques critiques positives — Callisto Cosulich (it) le qualifie de « premier film anarchiste italien » —, la majorité des critiques l'ont dénigré au point de le qualifier de « film si minable en termes de grossièreté du goût, de déficiences narratives et de conventionnalité de la construction qu'il est légitime de se demander si un tel test du cinéma de Fellini doit être considéré comme sans appel ».

### Les Vitelloni

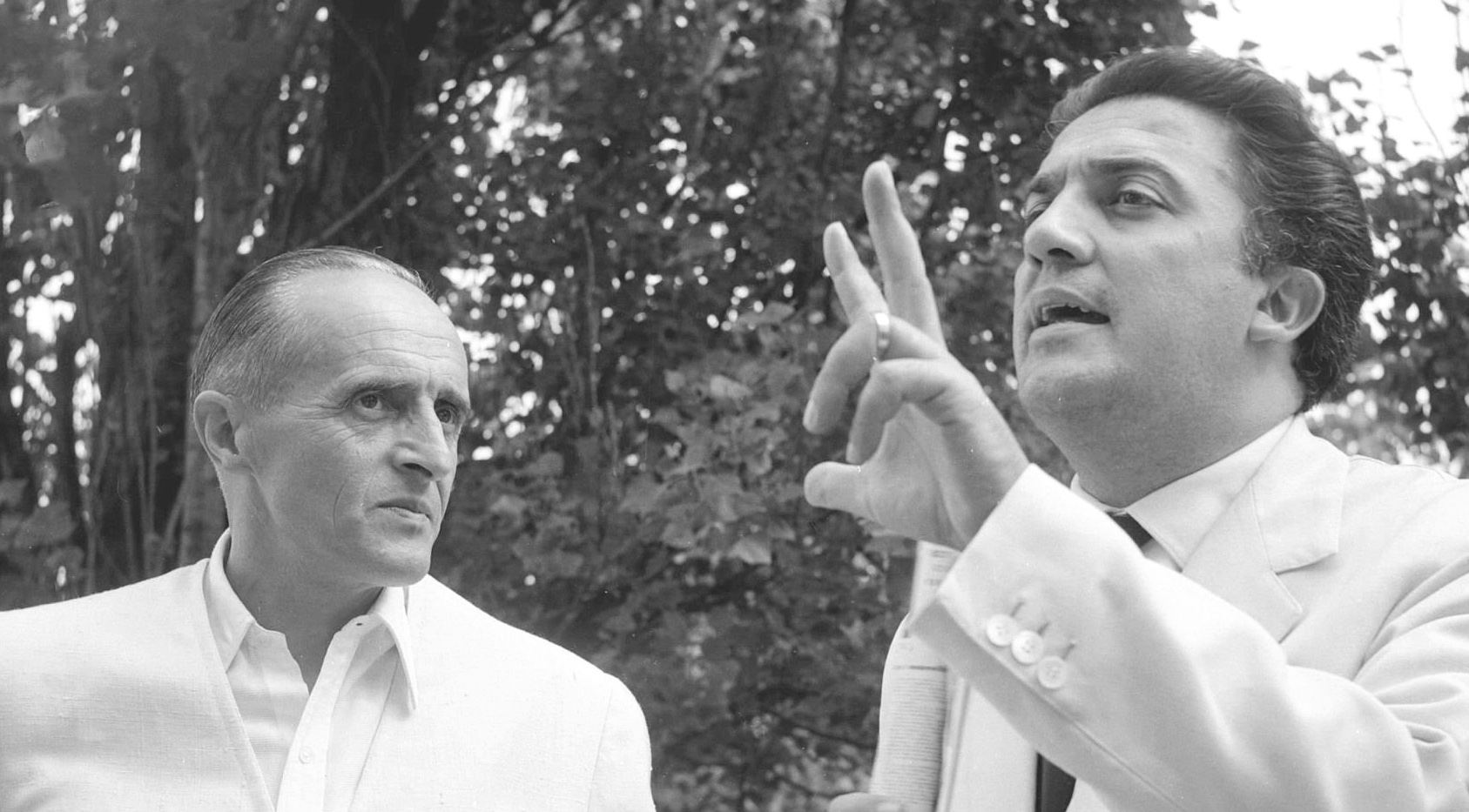
Reconnu par ses pairs comme ici, le réalisateur René Clair (à gauche), lors de la Mostra de Venise 1955.

Les années 1950 se caractérisent par de profonds changements dans la société et en particulier en Italie, qui s'oriente vers l'industrialisation. Les films de Fellini tournés à cette époque sont nés dans ce contexte : après Le Cheik blanc, le réalisateur tourne Les Vitelloni, également connu sous le titre Les Inutiles, qui raconte la vie provinciale d'un groupe d'amis à Rimini, cinq jeunes trentenaires oisifs vivant aux frais de leurs parents. Cette fois, le film est accueilli avec enthousiasme. À la Mostra de Venise, où elle est présentée le 26 août 1953, l'œuvre remporte le Lion d'argent. La renommée de Fellini s'étend pour la première fois à l'étranger, le film fut en effet un succès au box-office en Argentine et connut également du succès en France, aux États-Unis et en Angleterre.
Nous sommes en 1953 et le réalisateur riminien, âgé d'une trentaine d'années, a recours à des épisodes et des souvenirs de son adolescence, remplis de personnages destinés à rester dans les mémoires. L'articulation de l'intrigue du film en grands blocs épisodiques, expérimentée ici pour la première fois, sera une habitude dans nombre de ses films ultérieurs.
Bien que de nombreuses parties du scénario aient un caractère autobiographique, décrivant des situations et des personnages de son enfance, le réalisateur riminien préfère se détacher de la réalité en inventant une ville fictive, mêlant souvenirs et fantaisie, comme il le fera vingt ans plus tard avec le Rimini d'Amarcord.
La collaboration de Fellini au film à sketches conçu par Cesare Zavattini, Riccardo Ghione et Marco Ferreri L'Amour à la ville remonte à la même année : le sketch réalisé par le metteur en scène riminien — Une agence matrimoniale — est, selon de nombreuses critiques, le plus réussi. Lors de la réalisation de ce court métrage, Fellini a, pour la première fois, bénéficié de la collaboration du chef opérateur Gianni Di Venanzo, qu'il aura par la suite pour Huit et demi et Juliette des esprits.

### Le grand succès:La strada

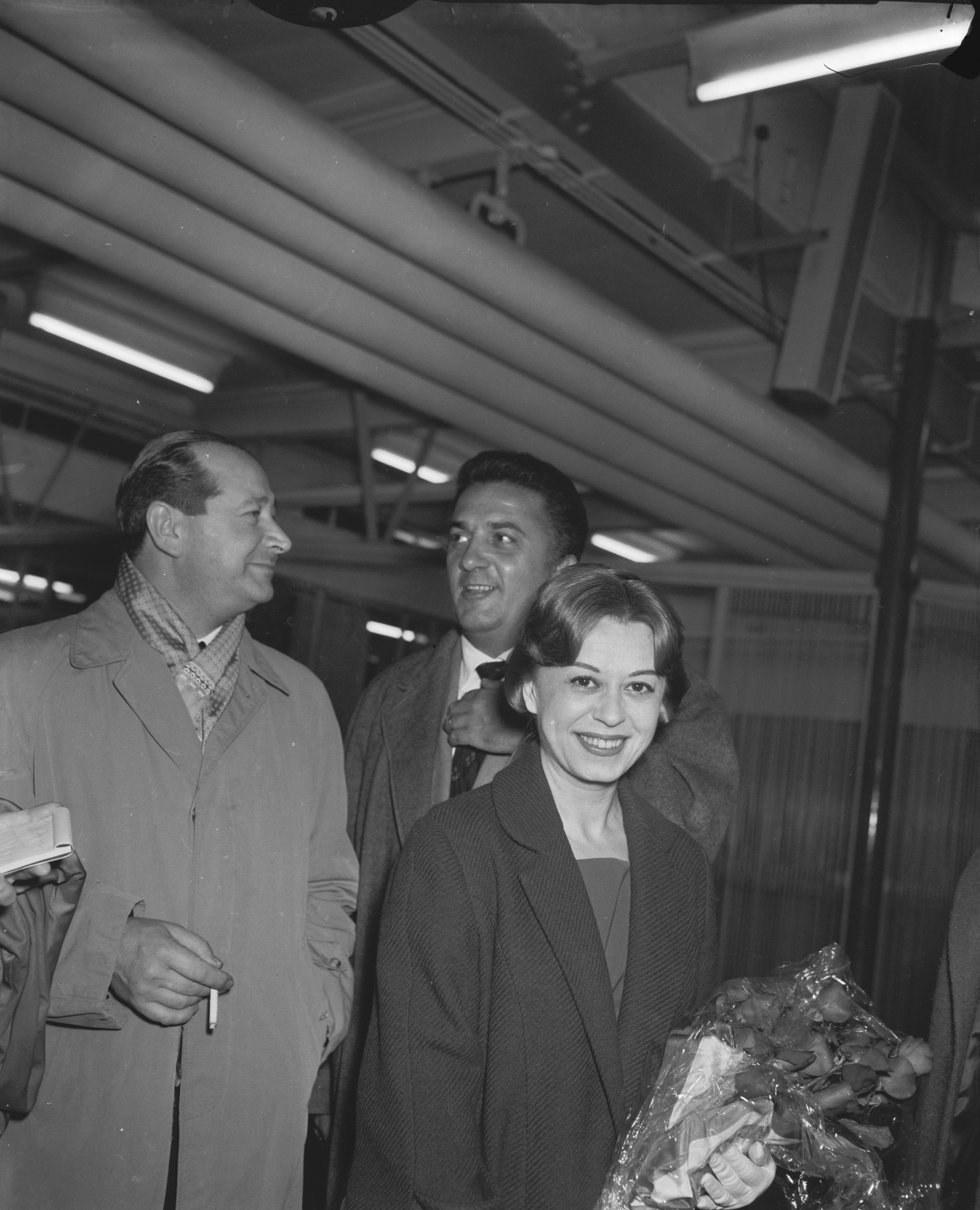
Federico Fellini (au centre) et Giulietta Masina à l'aéroport d'Amsterdam-Schiphol en 1958.

Le grand succès international est venu pour Fellini avec le film La strada, tourné en 1954. L'idée du film est née vers 1952, alors que Fellini se débattait avec le montage du Cheik blanc. Cependant, pour des raisons strictement liées à la production, il a été contraint de retarder le projet et de tourner d'abord Les Vitelloni et le court métrage Une agence matrimoniale, mais il avait déjà en tête l'idée qui allait le conduire à la réalisation de son œuvre suivante.
L'écriture de La strada a commencé par quelques discussions avec Tullio Pinelli sur les aventures d'un chevalier errant, puis s'est concentrée sur le cirque et les gitans. Pinelli rappelle à cet égard :
« Ogni anno, da Roma, andavo in macchina a Torino per rivedere i posti, la famiglia, i genitori. Allora l'Autostrada del Sole non c'era, si passava fra le montagne. E su uno dei passi montani ho visto Zampanò e Gelsomina, cioè un omone che tirava la carretta con un tendone su cui era dipinta una sirena e dietro c'era una donnina che spingeva il tutto. ... Così quando sono tornato a Roma ho detto a Federico: "Ho avuto un'idea per un film". E lui: "Ne ho avuta una anch'io". Stranamente erano idee molto simili, anche lui aveva pensato ai vagabondi, ma la sua era centrata soprattutto sui piccoli circhi di allora... Abbiamo unito le due idee e ne abbiamo ricavato un film »
— Tullio Pinelli

« Chaque année, de Rome, je me rendais à Turin pour revoir les lieux, la famille, les parents. À l'époque, l'autoroute du soleil n'existait pas, on roulait à travers les montagnes. Et sur l'un des cols de montagne, j'ai vu Zampanò et Gelsomina, c'est-à-dire un grand homme tirant un chariot avec une grande tente sur laquelle était peinte une sirène et derrière, une petite femme poussant le tout. Alors quand je suis rentré à Rome, j'ai dit à Federico : "J'ai une idée de film". Il a dit : "J'en ai eu une aussi". Étrangement, nos idées étaient très similaires, il avait lui aussi pensé aux vagabonds, mais la sienne était principalement centrée sur les petits cirques de l'époque..... Nous avons combiné les deux idées et en avons fait un film. »
Le film, riche en poésie, raconte la relation tendre mais aussi turbulente entre Gelsomina, jouée par Giulietta Masina, et Zampanò, joué par Anthony Quinn, deux artistes de rue excentriques qui parcourent l'Italie de l'après-guerre.
La composition de la distribution, avec l'ajout de Richard Basehart dans le rôle du Fou, a fait l'objet de diverses discussions : en particulier, les producteurs n'étaient pas convaincus de la participation de Masina, mais ils ont dû céder face à l'entêtement de Fellini. Parmi les différentes auditions pour les rôles principaux, il y a eu celle d'Alberto Sordi, qui n'a toutefois pas été jugé apte à jouer ce rôle. Le résultat négatif de l'audition va geler la relation entre les deux artistes pendant de nombreuses années.
La réalisation du film a été longue et difficile. Le budget était si limité qu'Anthony Quinn, habitué au faste des productions hollywoodiennes, a dû s'adapter à un traitement « de fortune ». L'acteur a toutefois compris la profondeur artistique du film, à tel point que dans une lettre de 1990, il écrivait à Federico et Giulietta : « Pour moi, vous deux restez le point culminant de ma vie ». Parmi les divers événements et incidents imprévus qui ont ralenti la réalisation du film, il y a eu la manifestation chez Fellini des premiers symptômes de dépression qui le conduiront à avoir une humeur incontrôlable. Aidé par sa femme, il entreprend une brève période de thérapie avec le psychanalyste freudien Emilio Servadio.
La première de La strada a lieu le 6 septembre 1954 à Venise. Les premières critiques du film s'inscrivent dans le cadre d'un choc culturel avec les partisans du néoréalisme du réalisateur Luchino Visconti, qui présente à la même époque le film Senso. Le film reçoit un accueil très différent en dehors de l'Italie et en 1957, l'Oscar du meilleur film en langue étrangère, institué pour la première fois lors de cette édition, est attribué à La strada.
De nombreux critiques ont tenté d'analyser le film pour rechercher des éléments autobiographiques chez Fellini, l'identifiant principalement à Zampanò et voyant dans sa relation avec Gelsomina une métaphore du mariage de l'époque pré-féministe. Une clef d'interprétation différente est donnée par Masina elle-même, qui identifie son mari dans les trois protagonistes : Gelsomina est le Federico enfant qui contemple la nature et parle aux enfants, l'errance de Zampanò représente certaines de ses caractéristiques les plus particulières tandis que le Fou est le réalisateur Fellini qui déclare « Je voudrais toujours faire rire les gens ».

### Il bidoneetLes Nuits de Cabiria

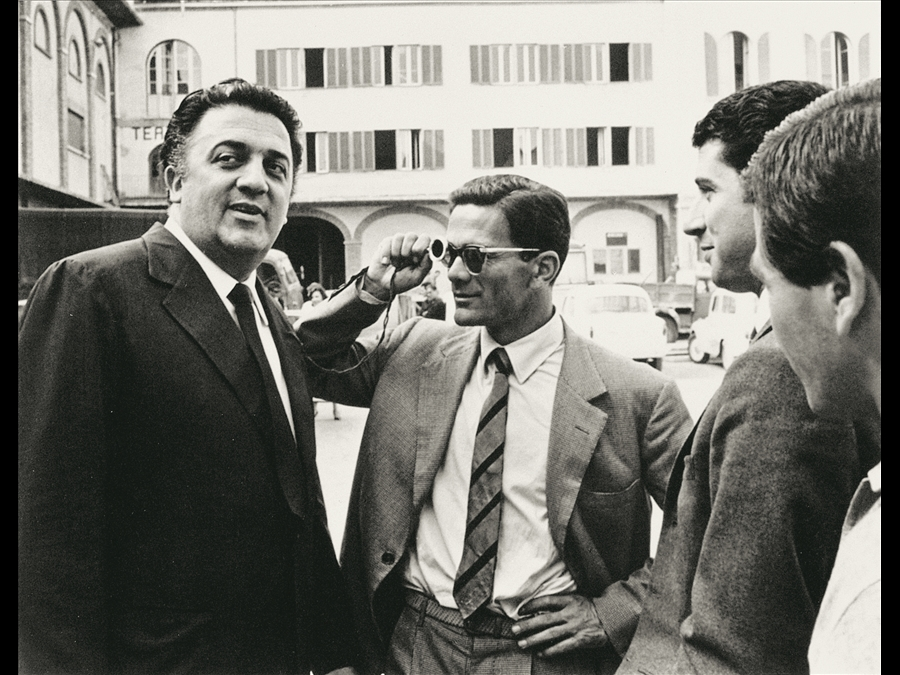
Federico Fellini a demandé conseil à Pier Paolo Pasolini pour les dialogues du film Les Nuits de Cabiria.

Après le succès de La strada, de nombreux producteurs se sont disputé le prochain film du réalisateur, mais après avoir lu le sujet de Il bidone (1955), beaucoup ont fait marche arrière. Le seul qui accepte de le produire est Goffredo Lombardo de Titanus.
L'idée de ce scénario est venue à Fellini à partir des histoires d'un baratineur qu'il a rencontré dans une trattoria d'Ovindoli pendant la production de La strada. Après en avoir discuté avec ses collaborateurs Pinelli et Flaiano, il a cherché l'acteur principal. Après avoir écarté de nombreux noms, l'Américain Broderick Crawford est sélectionné, accompagné de son compatriote Richard Basehart (le Fou de La strada), Franco Fabrizi et Giulietta Masina. Dans ce film, Fellini a bénéficié de la collaboration d'Augusto Tretti, le « réalisateur le plus fou du cinéma italien », comme Fellini lui-même et Ennio Flaiano l'ont défini.
Pendant la production, cependant, Fellini semble détaché du film, il ne ressent plus ni le plaisir qu'il avait pris durant Les Vitelloni ni le goût du défi qu'avait provoqué La strada. Le résultat final semble modeste aux yeux des critiques et du public. L'avant-première a eu lieu le 9 septembre 1955 à Venise, après avoir dû être montée en un temps record. L'accueil glacial fait à la projection à Venise a conduit le réalisateur à décider de ne plus montrer aucune de ses œuvres au Lido, jusqu'à ce qu'il y revienne avec Satyricon hors compétition en 1969. Les recettes d'Il bidone ont été plutôt décevantes et même l'exploitation à l'étranger n'a pas apporté les résultats escomptés. Certains des critiques les plus hostiles parlent d'« un faux pas » ou d'un film qui « ne fonctionne pas, mais qui n'est pas négligeable ».
Pendant l'automne 1955, Fellini fait des recherches et développe un scénario adapté du roman de Mario Tobino, Le libere donne di Magliano. Se déroulant dans un établissement psychiatrique pour femmes, le projet est abandonné lorsque les bailleurs de fonds considèrent que le sujet n'a aucun potentiel.
Alors qu'il prépare Les Nuits de Cabiria au printemps 1956, Fellini apprend la mort de son père par arrêt cardiaque à l'âge de soixante-deux ans. Produit par Dino De Laurentiis et mettant en vedette Giulietta Masina, le film s'inspire de reportages sur la tête coupée d'une femme retrouvée dans un lac et des récits de Wanda, la prostituée d'un bidonville rencontrée par Fellini sur le tournage d'Il bidone. Le film conclut la trilogie qui se déroule parmi les déclassés et des marginaux. Afin de parvenir à une plus grande authenticité, le réalisateur a demandé conseil à Pier Paolo Pasolini, connu pour sa familiarité avec les milieux défavorisés romains de l'époque, qui l'a aidé à rédiger les dialogues du film.
Le film a remporté l'Oscar du meilleur film en langue étrangère lors de la 30e cérémonie des Oscars et a valu à Masina la Coquille d'argent de la meilleure actrice à Zinemaldia 1957 et le prix d'interprétation féminine au Festival de Cannes 1957 pour sa prestation.

### La collaboration avec Angelo Rizzoli, les années deLa dolce vita

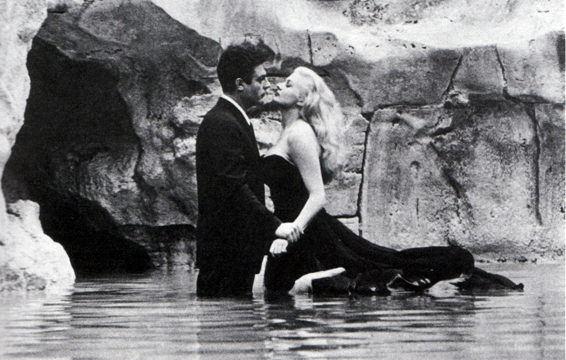
Marcello Mastroianni et Anita Ekberg dans la fontaine de Trevi, une scène emblématique du film La dolce vita (1960).

La dolce vita en 1960, qui prend le milieu mondain de Rome et les dessous de la presse à scandale en toile de fond, obtient la Palme d'or au Festival de Cannes. Ce film est un tournant décisif et marque sa rupture avec le néoréalisme. Il impose définitivement ce que la critique appelle, souvent à tort et à travers, le baroque fellinien qui définit les personnages (exubérants, extravagants, grotesques, difformes - caricatures vivantes, proches de la commedia dell'arte) et la narration (fragmentée, digressive ou circulaire, sans réelle progression dramatique). L'esthétique de Fellini cherche dès lors à alterner décor et lumière naturels, scénographie ostensiblement artificielle (stucs, mer de plastique, etc.), éclairage stylisé. Les maquillages et les costumes sont ostentatoires, de nombreux motifs carnavalesques sont déployés et chaque séquence tend vers la théâtralisation. Le traitement du temps prend également une forme inédite : le réel et l'imaginaire, le rêve et la banalité quotidienne, le fantasme, les hallucinations et l'univers familier ou encore le souvenir et le temps présent se confondent allègrement dans une mosaïque de visions hétérogènes. Les thèmes se précisent : le chaos, les ruines de la civilisation, la décadence, la rupture temporelle, la parade sociale, les images d'enfance idéalisées ou fantasmées, l'angoisse métaphysique et l'évocation dramatico-bouffonne de l'Histoire.
Le producteur initial de La dolce vita était Dino De Laurentiis, qui avait avancé 70 millions de lires. Cependant, un désaccord est apparu entre le producteur et Fellini et le réalisateur a dû chercher un autre producteur qui rembourserait également l'avance de De Laurentiis. Après diverses négociations avec différents producteurs, le duo Angelo Rizzoli et Giuseppe Amato est devenu le nouveau producteur du film.
Les relations entre Fellini et Rizzoli étaient calmes et les réunions entre les deux étaient cordiales. Le budget a été dépassé, mais de peu : Tullio Kezich rapporte que selon les sources officielles, le film n'a pas coûté plus de 540 millions, ce qui n'était pas un montant excessif pour une production aussi exigeante que La dolce vita.
Le film se place en tête du box-office Italie 1959-1960 avec 13 617 148 entrées dans les salles italiennes rapportant 2 220 716 000 lires de l'époque. Le film sera à l'origine de la popularisation du terme « paparazzi », un journaliste photographiant des célébrités dans le film y étant nommé Coriolano Paparazzo. La vedette du film, aux côtés de Marcello Mastroianni, est la Suédoise Anita Ekberg, qui restera — avec la scène du bain dans la fontaine de Trevi — dans la mémoire collective : Ekberg retrouvera Fellini en 1962 dans un épisode de Boccace 70 intitulé Les Tentations du docteur Antoine, aux côtés de l'acteur comique Peppino De Filippo. Le sketch de 52 minutes a pour thème l'obsession ambigüe d'un bigot pour une publicité représentant une femme sensuelle et alanguie.

### La consécration:Huit et demi

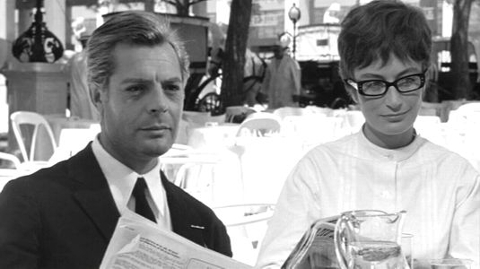
Marcello Mastroianni et Anouk Aimée dans Huit et demi.

Une découverte majeure pour Fellini après sa période de néoréalisme italien (1950-1959) fut le travail de Carl Jung. Après avoir rencontré le Dr Ernst Bernhard, psychanalyste jungien, au début de l'année 1960, il a lu l'autobiographie de Jung, Ma vie. Souvenirs, rêves et pensées (1963). Ce que Fellini acceptait auparavant comme ses « perceptions extrasensorielles » était désormais interprété comme des manifestations psychiques de l'inconscient. L'intérêt de Bernhard pour la psychologie des profondeurs jungienne s'est avéré être la plus grande influence sur le style mature de Fellini et a marqué le tournant de son œuvre, passant du néoréalisme à un cinéma « essentiellement onirique ». Par conséquent, les idées fondamentales de Jung sur l'anima et l'animus, le rôle des archétypes et l'inconscient collectif ont directement influencé des films tels que Huit et demi (1963), Juliette des esprits (1965), Satyricon (1969), Casanova (1976) et La Cité des femmes (1980). D'autres influences clefs sur son travail incluent Luis Buñuel, Charlie Chaplin, Sergueï Eisenstein et Roberto Rossellini.
Après avoir terminé le travail sur Les Tentations du docteur Antoine, Fellini connaît une période de faible inspiration. L'idée d'un nouveau film commence à germer dans son esprit, mais pas avec un sujet précis. Au cours d'un voyage en voiture, il tombe en panne d'essence et il doit s'arrêter dans la ville toscane de Chianciano Terme. Après avoir passé une période de repos dans la ville thermale, il est rentré à Rome avec une idée de scénario : un homme d'âge mûr interrompt sa vie pour une cure thermale et le plonge dans ses fantasmes et ses souvenirs. Après avoir un temps envisagé Laurence Olivier dans le rôle principal, son choix se porte assez vite sur son ami Marcello Mastroianni. L'amitié entre les deux est si intense que Fellini finira par identifier l'acteur comme son alter ego cinématographique.
Fellini racontera plus tard qu'il a lui-même été confronté à des problèmes de mémoire pendant la production du film : plus les jours passaient, plus il semblait oublier le film qu'il voulait faire. Alors qu'il est sur le point d'annoncer son abandon du projet au producteur Angelo Rizzoli, Fellini est interrompu par le chef-machiniste de Cinecittà qui l'invite à fêter l'anniversaire d'un collègue. Durant la fête d'anniversaire, on félicite Fellini pour son film à venir. Une fois assis sur un banc, Fellini a l'idée de faire un film sur un réalisateur qui voulait faire un film mais ne se souvient plus lequel. Le protagoniste, Guido Anselmi, joué par Marcello Mastroianni, devient donc la propre projection de Fellini.
Le film, tourné en 1963, prend le titre de Huit et demi, car ce film vient après six films entièrement réalisés par lui, plus trois « demi-films », constitués des trois œuvres coréalisées avec d'autres réalisateurs (à savoir Les Feux du music-hall, co-réalisé avec Lattuada, le sketch Une agence matrimoniale dans L'Amour à la ville et le sketch Les Tentations du docteur Antoine dans Boccace 70), et se révélera par la suite comme l'un des chefs-d'œuvre du réalisateur.
Les recettes du film s'élève à 755 971 000 lires pour 3 761 000 entrées, ce qui le place à la 20e position du box-office Italie 1962-1963. C'est un succès honorable, néanmoins bien en deçà de celui de La dolce vita. Avec le recul, il est considéré comme l'un des meilleurs films de tous les temps. Il est élu meilleur film sonore étranger (c'est-à-dire non suédois) avec 21 votes dans un sondage réalisé en 1964 auprès de 50 professionnels suédois du cinéma organisé par le magazine de cinéma suédois Chaplin (sv). Il arrive également en tête dans un sondage du musée de la cinématographie de Łódź (pl) prenant en compte les votes de 279 professionnels du cinéma polonais (cinéastes, critiques, et professeurs) en 2015. Il se classe aussi parmi les 10 premiers, et est le film italien le mieux classé, dans les sondages Sight and Sound en 1972, 1982, 2002 et 2012, et les sondages des réalisateurs en 1992, 2002 et 2012.

### Le passage définitif à la couleur

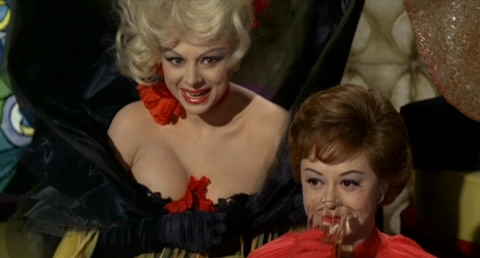
Sandra Milo et Giulietta Masina dans Juliette des esprits.

Dans Juliette des esprits (1965), de nouveau avec Giulietta Masina dans le rôle-titre, Fellini adopte la couleur pour la première fois dans un long métrage, dans une fonction expressionniste (sa première œuvre en couleur est toutefois le sketch Les Tentations du professeur Antoine). La période de réalisation du film est caractérisée par l'intérêt accru de Fellini pour le surnaturel. De plus en plus attiré par la parapsychologie, Fellini rencontre en 1963 l'antiquaire turinois Gustavo Adolfo Rol, peintre, cadre bancaire et médium renommé. En 1964, Fellini expérimente le Lysergsäurediethylamid (LSD) à des fins thérapeutiques, sous la supervision d'Emilio Servadio (it), son psychanalyste pendant la production de La strada en 1954. Pendant des années, réservé sur ce qui s'est réellement passé ce dimanche après-midi, il a déclaré en 1992 que

« ... les objets et leurs fonctions n'avaient plus aucune signification. Tout ce que je percevais était la perception elle-même, l'enfer des formes et des figures dépourvues d'émotion humaine et détachées de la réalité de mon environnement irréel. J'étais l'instrument d'un monde virtuel qui renouvelait sans cesse sa propre image vide de sens dans un monde vivant lui-même perçu hors de la nature. Et comme l'apparence des choses n'était plus définitive mais illimitée, cette conscience paradisiaque me libérait de la réalité extérieure à mon moi. Le feu et la rose, pour ainsi dire, ne faisaient plus qu'un. »

L'accueil critique pour Juliette des esprits est plutôt tiède. Les adjectifs les plus négatifs ont été utilisés pour qualifier l'œuvre : vague, bidon, hypertrophique, inadéquat. Les éloges sont toutefois également au rendez-vous, et une petite minorité, bien que marginale, parle de chef-d'œuvre. Le jugement le plus sévère vient du Centro Cattolico Cinematografico, qui lui reproche un « mélange désagréable de sacré et de profane ». Les résultats en salles n'ont pas été à la hauteur des attentes, ce qui a été une des raisons de l'arrêt de la collaboration entre le réalisateur et Ennio Flaiano.
Il doit, en 1966, tourner Le Voyage de Mastorna pour Dino De Laurentiis mais se heurte rapidement à celui-ci. De Laurentiis tente de lui imposer un cinéma industriel à l'américaine et Fellini ne supporte pas de travailler dans des studios usines où les employés pointent. Il n'admet pas non plus que l'on exige de lui un scénario définitif avant le tournage. Au moment de la distribution, il souhaite se séparer des deux vedettes engagées, Marcello Mastroianni et Raquel Welch, ce que De Laurentiis refuse. Ce dernier décide alors de rompre son contrat et le film est annulé. L'affaire fait débat. Des huissiers tentent de saisir des tableaux de la villa de Fellini à Fregene, une action est intentée en justice pour obtenir le blocage de son compte en banque et un document des syndicats des producteurs interdit à l'ensemble de ses membres de traiter avec lui tant que l'affaire n'est pas réglée. Fellini, à quarante-cinq ans, a dû payer de lourdes pénalités. Il reprend le chemin des studios à la fin de la décennie. La fin des années 1960 et le début des années 1970 sont des années de travail créatif intense.
De retour sur les plateaux, après avoir complètement renouvelé l'équipe technique et artistique qui l'entoure, il tourne un épisode du film Histoires extraordinaires (1968), un film franco-italien à trois sketches coréalisés par Louis Malle et Roger Vadim adaptés de trois nouvelles d'Edgar Allan Poe. L'année suivante il réalise un documentaire pour la télévision (Bloc-notes d'un cinéaste), qui sera suivi du film Satyricon (1969), une transposition libre de l'œuvre homonyme de littérature latine du premier siècle. Ce fut à nouveau un grand succès, les problèmes des années précédentes étaient définitivement derrière lui.

### La trilogie de la mémoire

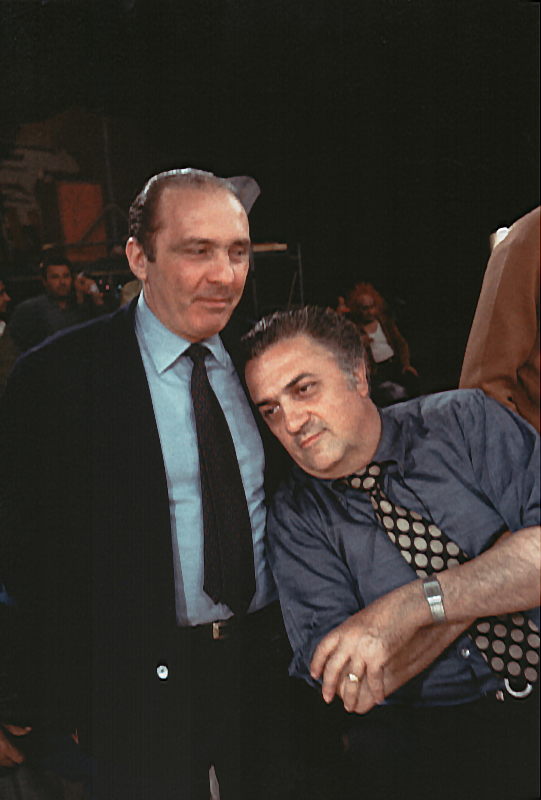
Elio Scardamaglia et Federico Fellini sur le plateau des Clowns en 1970.

La production ultérieure de Fellini suit toujours un rythme ternaire : Les Clowns (1970), Fellini Roma (1972) et Amarcord (1973) explorent tous trois le thème de la mémoire. L'auteur recherche les origines de sa poétique en explorant les trois villes de l'âme : le Cirque, la Capitale et Rimini.
En février 1970, Fellini fait des repérages à Paris pour Les Clowns, un docufiction à la fois pour le cinéma et la télévision, basé sur ses souvenirs d'enfance du cirque et sur une « théorie cohérente de la clownerie » ; selon lui, le clown « a toujours été la caricature d'une société bien établie, ordonnée, pacifique. Mais aujourd'hui tout est provisoire, désordonné, grotesque. Qui peut encore rire des clowns ?... Le monde entier fait le clown maintenant ». La distribution du film est effectivement composée de clowns célèbres à l'époque comme les Colombaioni.
En mars 1971, Fellini commence la production de Fellini Roma, une succession apparemment aléatoire d'épisodes inspirés par les souvenirs et les impressions du réalisateur sur Rome. Les « diverses séquences », écrit Peter Bondanella, spécialiste de Fellini, « ne tiennent ensemble que par le fait qu'elles proviennent toutes, en fin de compte, de l'imagination fertile du réalisateur ». La scène d'ouverture du film anticipe Amarcord tandis que sa séquence la plus surréaliste implique un défilé de mode ecclésiastique dans lequel des nonnes et des prêtres font du patin à roulettes devant des vieux squelettes recouverts de toile d'araignée.
Le dernier film de la trilogie, Amarcord (litt. « je me souviens » en dialecte romagnol) a remporté l'Oscar. La nouvelle de la victoire lui parvient aux premières heures du 9 avril 1975, alors qu'il est occupé sur le plateau de Casanova. Fellini décide de ne pas aller chercher le prix qui sera remis au producteur.
Il y a de nombreux éléments autobiographiques dans Amarcord : en effet, on peut reconnaître dans Titta, un jeune Fellini qui se souvient de son adolescence, joué par le nouveau venu Bruno Zanin. Malgré cela, le réalisateur refuse de reconnaître toute référence à sa propre vie dans le film, affirmant que tout est le fruit de son imagination. Comme dans Les Vitelloni, il n'y a pas une seule scène qui ne soit tournée dans la ville romagnole. La Romagne de Fellini rappelle celle d'Antonio Beltramelli, né à Forlì, comme on la trouve dans Gli uomini rossi ou Il cavalier Mostardo.

### Les dernières œuvres
« ... Se uno si mette davanti a un quadro, può averne una fruizione completa ed ininterrotta. Se si mette davanti a un film no. Nel quadro sta dentro tutto, non è lo spettatore che guarda, è il film che si fa guardare dallo spettatore, secondo tempi e ritmi estranei e imposti a chi lo contempla. L'ideale sarebbe fare un film con una sola immagine, eternamente fissa e continuamente ricca di movimento. In Casanova avrei voluto veramente arrivarci molto vicino: un intero film fatto di quadri fissi. »
« ... Si l'on se tient devant un tableau, on peut en jouir de manière complète et ininterrompue. Mais pas si on se tient devant un film. Tout est à l'intérieur de l'image, ce n'est pas le spectateur qui regarde, c'est le film qui est regardé par le spectateur, selon des temps et des rythmes étrangers et imposés à ceux qui le contemplent. L'idéal serait de faire un film avec une seule image, éternellement fixe et continuellement pleine de mouvement. Dans Casanova, je voulais en être très proche : un film entier fait d'images fixes. »
Le Casanova de Fellini en 1976, renoue avec le baroque du Satyricon ; et Fellini retrouve sa veine intimiste dans un nouveau téléfilm, également exploité dans les salles de cinéma, Répétition d'orchestre (Prova d'orchestra) en 1979. Il est considéré comme son film le plus « politique » et mûri pendant les années de plomb. Il met ensuite en scène La Cité des femmes (1980), parabole sur la guerre des sexes et la communication rompue entre hommes et femmes. Ce dernier a été accueilli avec respect par la critique, le qualifiant de « typiquement fellinien », de « jeu avec quelques lacunes ». Présenté hors compétition au Festival de Cannes 1980, il reçoit des critiques plutôt négatives.
Dans les années 1980, les chaînes de télévision privées se sont multipliées en Italie. Ces radiodiffuseurs ne demandent pas de redevance au public, mais transmettent des émissions avec de nombreuses coupures publicitaires. Même les films sont interrompus par des publicités, suscitant la désapprobation du réalisateur riminien. Fellini a inventé le slogan « non si interrompere un'emozione » (litt. « On n'interrompt pas une émotion »), afin d'interpeller l'opinion publique sur cet état de fait.
Organisée par son éditeur Diogenes Verlag en 1982, la première grande exposition de 63 dessins de Fellini s'est tenue à Paris, Bruxelles et à la galerie Pierre Matisse de New York. Caricaturiste doué, il s'inspirait en grande partie de ses propres rêves pour réaliser ses croquis, tandis que les films en cours de réalisation étaient à l'origine et stimulaient les dessins de personnages, de décors, de costumes et de décors. Sous le titre I disegni di Fellini , il a publié 350 dessins exécutés au crayon, à l'aquarelle et au feutre.
Le 6 septembre 1985, Fellini reçoit le Lion d'or pour l'ensemble de sa carrière lors de la 42e Mostra de Venise.
Après La Cité des femmes, ses derniers films sont Et vogue le navire… en 1983, opéra funèbre, Ginger et Fred en 1986, satire féroce de la télévision commerciale et Intervista en 1987, un hommage au cinéma où il fait se retrouver Marcello Mastroianni et Anita Ekberg presque trente ans après La dolce vita. Pour Intervista, produit par Ibrahim Moussa et par la Rai, Fellini a entrecoupé des souvenirs de sa première visite à Cinecittà en 1939 avec des images actuelles de lui-même au travail sur une adaptation de L'Amérique de Franz Kafka. Méditation sur la nature de la mémoire et de la production cinématographique, ce film a remporté à l'unanimité le prix du 40e anniversaire au festival de Cannes 1987 et le prix d'or du 15e Festival international du film de Moscou. À Bruxelles, plus tard cette année-là, un jury de trente professionnels de dix-huit pays européens a désigné Fellini comme le meilleur réalisateur du monde et Huit et demi comme le meilleur film européen de tous les temps.
C'est avec La voce della luna, en 1990, un film au climat crépusculaire que se clôt l'activité cinématographique de Fellini. Le film est librement adapté du poème des fous d'Ermanno Cavazzoni. Pendant la réalisation du film, toute l'attention de la presse s'est focalisée sur le choix curieux des deux acteurs principaux : Roberto Benigni et Paolo Villaggio. La critique a interrogé à plusieurs reprises le réalisateur sur la raison de ce choix, accueillant le film de façon plutôt mitigée. La réponse de Fellini ne s'est pas fait attendre : « Benigni et Villaggio sont deux atouts ignorés et négligés. Ignorer leur potentiel me semble être l'une des nombreuses fautes que l'on peut imputer à nos producteurs ».
Le film, reconsidéré au fil du temps pour sa valeur, « est une sorte d'invocation au silence, contre le vacarme de la vie contemporaine ». Se déroulant dans un contexte rural et nocturne, l'œuvre se présente « comme un éloge de la folie et une satire de la vulgarité de la civilisation berlusconienne d'aujourd'hui ». Présenté hors compétition au Festival de Cannes 1990, il a vu les efforts de réalisateurs tels que Woody Allen et Martin Scorsese, pour que le film soit également distribué sur le sol américain. En 1990, Fellini remporte le Praemium Imperiale, un prix international dans les arts visuels décerné par l'Association japonaise des arts.
En 1992, après une période d'inactivité, il revient derrière la caméra pour réaliser trois courts métrages sous forme de spots publicitaires, intitulés Il sogno, pour la Banca di Roma. À cette occasion, il retourne travailler avec Paolo Villaggio.

### 1993: la dernière année

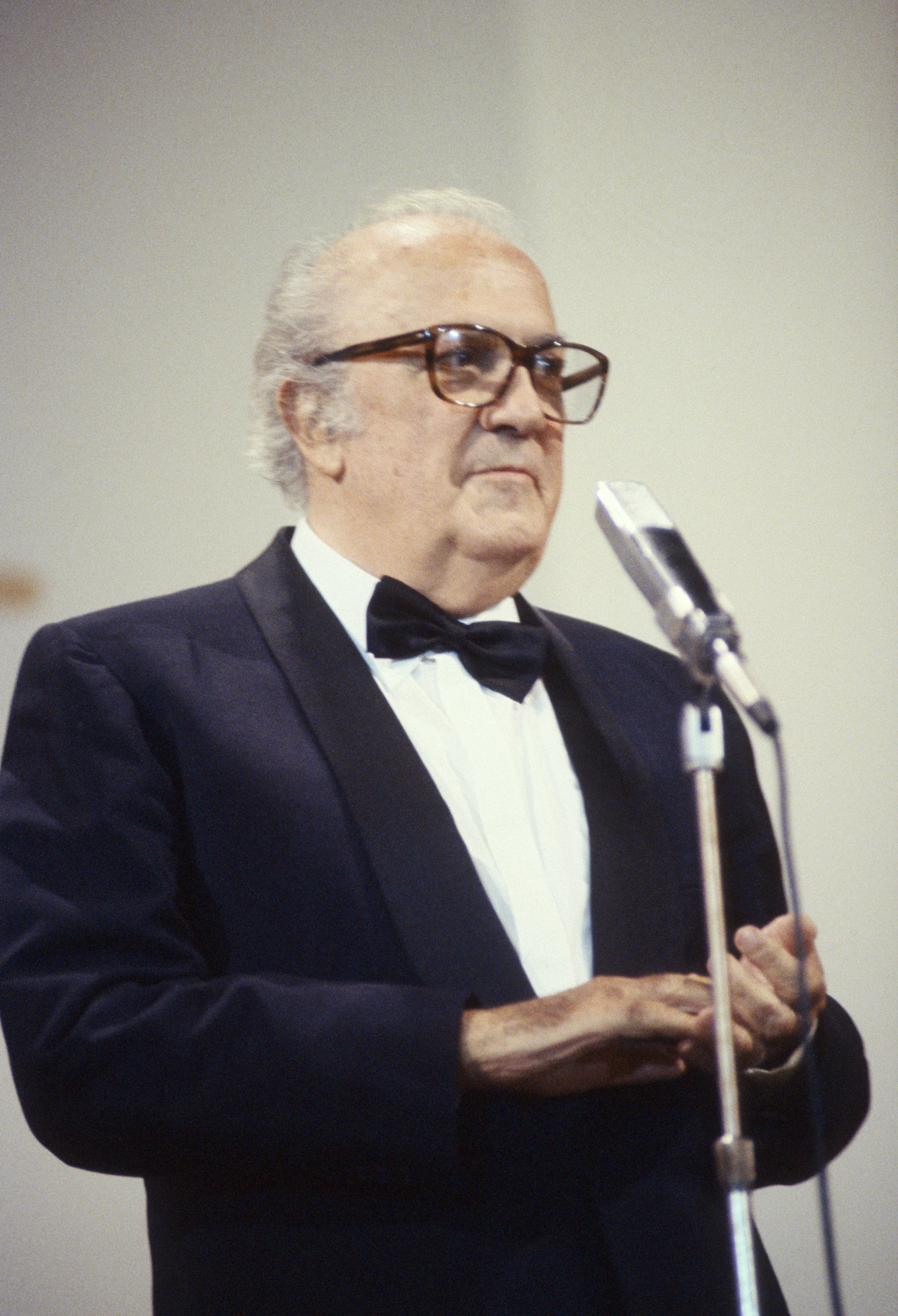
Federico Fellini à la Mostra de Venise 1990.

Le 29 mars 1993, un Oscar d'honneur pour l'ensemble de sa carrière, « en appréciation de l'un des maîtres-conteurs de l'écran », lui est attribué par la prestigieuse Académie des arts et sciences du cinéma à Los Angeles. En juin, le réalisateur subit trois interventions chirurgicales à Zurich pour réduire le risque d'un anévrisme de l'aorte abdominale. Cependant, il y a eu des complications thrombo-ischémiques et le 3 août, il a été retrouvé allongé sur le sol dans sa chambre du Grand Hôtel de Rimini et transporté d'urgence à l'hôpital : il a subi une attaque cérébrale droite avec une hémiparésie gauche et son pronostic vital restera réservé pendant une semaine. Le 20, il a été transféré au centre de rééducation de San Giorgio à Ferrare. Dix jours plus tard, Giulietta Masina est également admise à la clinique Columbus de Rome où elle restera jusqu'au 28 septembre. Ce n'est que le 9 octobre que Fellini, toujours malade, quitte l'hôpital San Giorgio en fauteuil roulant pour se rendre au Policlinico Umberto I de Rome. Mais il s'arrête sur le chemin pendant une heure à son domicile de la via Margutta 113 où une foule nombreuse d'amis et d'admirateurs l'accueille. Entre-temps, le 4 octobre, le producteur Leo Pescarolo (it) annonce que Fellini pourra réaliser le nouveau film sur lequel il travaille au printemps 1994 : Block notes di un regista: l'attore.
Le 17 octobre, Fellini s'offre un déjeuner dominical à l'extérieur de l'hôpital. Dans l'après-midi, en raison de la dysphagie induite par ses précédents accidents vasculaires cérébraux, un fragment de mozzarella a obstrué sa trachée, provoquant une grave hypoxie suivie de lésions cérébrales permanentes. Fellini est retourné dans le coma dans le service de réanimation de l'hôpital Umberto I de Rome. Le 21 octobre, l'agence de presse ANSA a publié une photo non autorisée du réalisateur intubé qui a alimenté une controverse sur l'opportunité de sa divulgation. Tous les journaux se sont refusé à publier la photo dans leurs pages, tandis que la sœur du réalisateur, Maddalena, a porté plainte contre X pour violation de la vie privée et atteinte à l'image du réalisateur.
Le 27 octobre, l'état du réalisateur s'aggrave encore et le lendemain, son électroencéphalogramme est plat.
Fellini est mort à midi le 31 octobre 1993, à l'âge de 73 ans. La veille, il avait fêté ses 50 ans de mariage avec Giulietta Masina. Elle mourra quelques mois plus tard.
Des obsèques nationales ont été célébrées par le cardinal Achille Silvestrini dans la basilique Santa Maria degli Angeli e dei Martiri sur la piazza della Repubblica à Rome. Environ 70 000 personnes ont assisté au service funèbre, dans le Studio 5 de Cinecittà. À la demande de Giulietta Masina, le trompettiste Mauro Maur a interprété L'improvviso dell'angelo de Nino Rota.
Ses restes reposent aux côtés de sa femme et de leur fils Federichino, mort peu après sa naissance, dans le cimetière de Rimini : une sculpture d'Arnaldo Pomodoro intitulée Le Vele, inspirée du film Et vogue le navire…, domine la sépulture.
L'aéroport international de Rimini porte le nom de Fellini. Le logo de l'aérogare représente une caricature du réalisateur, de profil, portant un chapeau noir et une écharpe rouge. Il s'agit de l'œuvre d'Ettore Scola, qui est également le logo de la Fondation Fellini sise à Rimini.
Après sa mort, toutes les rues qui mènent au front de mer de Rimini ont été renommées avec les noms de ses films et ornées d'affiches et de descriptions.
La ville de Nova Siri, dans la province de Matera, a également dédié toutes les rues du front de mer à ses œuvres.
En 2014, la pinède de Fregene a été baptisée du nom du maestro de Rimini.

## Collaborations régulières

### Fellini et Marcello Mastroianni
Fellini trouve en Marcello Mastroianni un véritable « double cinématographique », un avatar. Ils collaboreront sur sept films : La dolce vita, Huit et demi, Bloc-notes d'un cinéaste, Fellini Roma, La Cité des femmes , Ginger et Fred et Intervista. Le réalisateur appréciait particulièrement que l'acteur n'ait pas besoin de lire le script avant le tournage : « Ce n’est pas un acteur au sens restrictif du mot mais au sens noble de disponibilité, d’ouverture, de capacité de recevoir... Il n’a rien de cette fastidieuse mythologie de l’acteur qui pour jouer un aveugle se bande les yeux pendant un mois ».
Ils se sont rencontrés pour la première fois en février 1948, alors que Mastroianni était un jeune acteur de théâtre jouant dans une pièce avec Giulietta Masina. C'est Fellini qui a insisté pour engager l'acteur pour La dolce vita, alors que le producteur Dino De Laurentiis voulait lui imposer un acteur américain comme Paul Newman ou un Français comme Gérard Philipe comme garantie de son investissement. Finalement, l'intransigeance du réalisateur riminien pour imposer cet acteur italien relativement inconnu aura raison de la collaboration de De Laurentiis qui vend alors les droits du film au magnat de l'édition Angelo Rizzoli. Le scandale et le succès de La dolce vita scellera la collaboration entre Fellini et Mastroianni : quand ils descendent les marches du balcon au Capitol de Milan, Fellini reçoit un crachat et Marcello Mastroianni est insulté : « lâche, clochard, communiste ! ». Fellini reprendra Mastroianni dans le rôle principal pour Huit et demi, dans lequel l'acteur joue un réalisateur, l'alter ego de Fellini. Dans sa biographie, Fellini indique « Nous n'avons pas besoin de parler, lui et moi, nous nous comprenons à demi-mot. Quelquefois, nous sommes tellement en symbiose que je suis incapable de faire la différence entre ce que nous avons dit et ce que nous avons pensé ».

### Fellini et Nino Rota
Lorsque la musique du Cheik blanc (1951) est choisie, une collaboration est née entre Fellini et le compositeur Nino Rota qui impliquera la vie et l'œuvre de l'un et de l'autre. Il existe une anecdote sur la rencontre entre les deux, selon laquelle Fellini, sortant de Lux Film, aurait remarqué un monsieur qui attendait un bus. Il s'est approché de lui et lui a demandé quel bus il attendait. Rota a cité une ligne de bus qui ne desservait pas l'arrêt et alors que le réalisateur tentait de le lui expliquer, un bus de cette ligne précise a inexplicablement desservi l'arrêt. Cette histoire, aussi farfelue soit-elle, résume les ingrédients qui caractériseront la relation artistique entre les deux hommes, faite de fantaisie, d'empathie et d'irrationalité. Une formidable entente s'est immédiatement établie entre les deux hommes, qui les a amenés à collaborer sur dix-sept films. Fellini ne s'est jamais révélé être un mélomane, mais cela n'a jamais posé problème pour Rota, qui s'est volontiers adapté à l'écriture baroque et rythmée du réalisateur riminien. La bande sonore de Huit et demi est souvent citée en exemple dans la manière dont la partition enrichit le sens et l'émotion de la mise en scène fellinienne à laquelle elle apporte une certaine « cohérence ». L'air le plus connu de Huit et demi est celui de la scène finale du défilé adaptée de l'entrée des gladiateurs de Julius Fučík, tant et si bien qu'elle est devenue l'« hymne » du fellinisme. La dernière participation de Rota pour Fellini date de Répétition d'orchestre. Après son décès, Fellini trouve en Nicola Piovani un nouveau compositeur fétiche pour ses dernières œuvres : Ginger et Fred, Intervista et La voce della luna.

## Films non réalisés

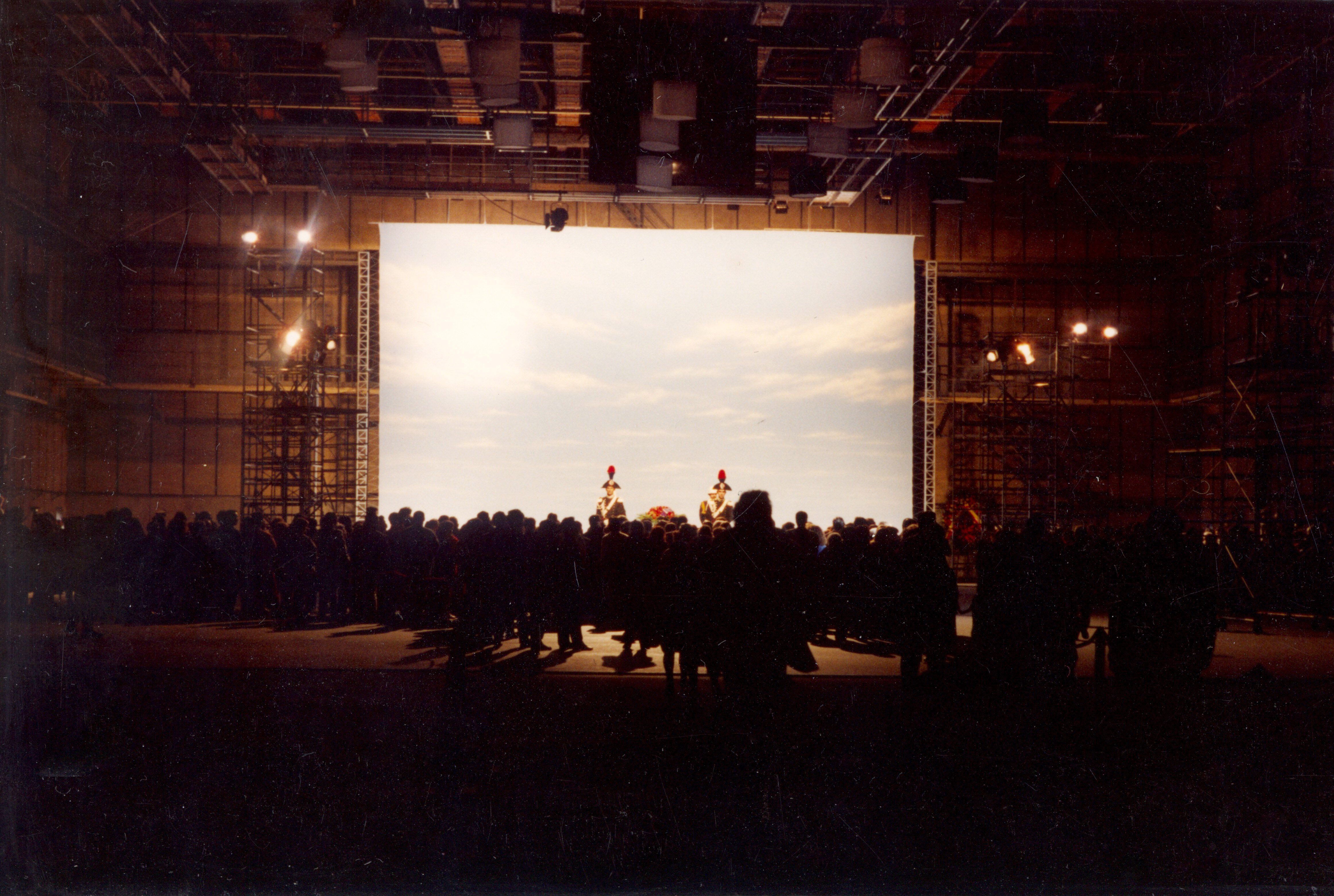
Afin que les romains puissent rendre un dernier hommage à Federico Fellini, son cercueil fut exposé au Teatro 5, celui qu'il affectionnait.

Il existe de nombreux scénarios que Fellini a pensé transformer en films mais qui sont restés lettre morte ou même seulement dans son imagination,,.
Le plus célèbre d'entre eux est Le Voyage de G. Mastorna, un scénario achevé de Fellini, auquel Dino Buzzati a également collaboré. En 1966, le tournage a commencé dans la campagne environnant Cinecittà. Quelques scènes ont été tournées mais en raison de complications, le film n'est jamais arrivé à son terme. Une phrase de Vincenzo Mollica au sujet du Voyage de G. Mastorna reste célèbre : « le film non réalisé le plus célèbre du monde ». Des années plus tard, en 1992, Fellini envisage de revenir au projet avec l'acteur Paolo Villaggio, mais il abandonne une fois de plus l'idée, lorsque le médium Gustavo Rol lui annonce qu'il risque de mourir s'il réalise le film. Frappé par cette prédiction, Fellini se met alors en quête d'autres projets. Il entreprend une collaboration avec le dessinateur Milo Manara qui redessine le storyboard du cinéaste avec de l'encre de chine pour une sortie en bande dessinée en trois volets. Mais une erreur entraîne l'impression du mot « fin » à la fin du premier épisode. Au lieu de corriger l'erreur, Fellini est convaincu qu'il s'agit encore une fois d'un mauvais présage et décide une nouvelle fois de tout laisser en plan par superstition.
Voyage à Tulum est un scénario rédigé par Federico Fellini et Tullio Pinelli qui n'est pas devenu un film mais une bande dessinée. Fin 1985, Federico Fellini fait un voyage au Mexique pour visiter les lieux relatés dans les ouvrages de l'écrivain-anthropologue-chaman Carlos Castaneda. L'écrivain Andrea De Carlo accompagne le réalisateur dans ce voyage et Fellini y rencontre entre autres Alejandro Jodorowsky et Jean Giraud alias Mœbius.
L'écrivain en fera un court roman, Yucatan (it). Fellini s'inspirera de ce voyage pour son scénario Voyage à Tulun, en écrivant par erreur avec un « n » le vrai nom du véritable site archéologique maya Tulum. L'œuvre sera publiée en six épisodes dans le Corriere della Sera, en mai 1986.
En 1988, il décide de tourner un film intitulé Venezia, sur la ville lagunaire, mais pour des raisons inconnues, le projet n'a jamais abouti.
En 1989, pendant le tournage de La voce della luna, il reprend l'idée, née dans les années 1960, de faire un film sur Pinocchio. Il a choisi Roberto Benigni et Paolo Villaggio, déjà engagés sur le tournage du film qu'il réalisait, pour les rôles respectifs de Pinocchio et Geppetto, mais le décès du réalisateur a coupé court au projet. En 2002, Benigni tournera lui-même sa propre adaptation de Pinocchio avec le film homonyme.

## Fellini et la bande dessinée

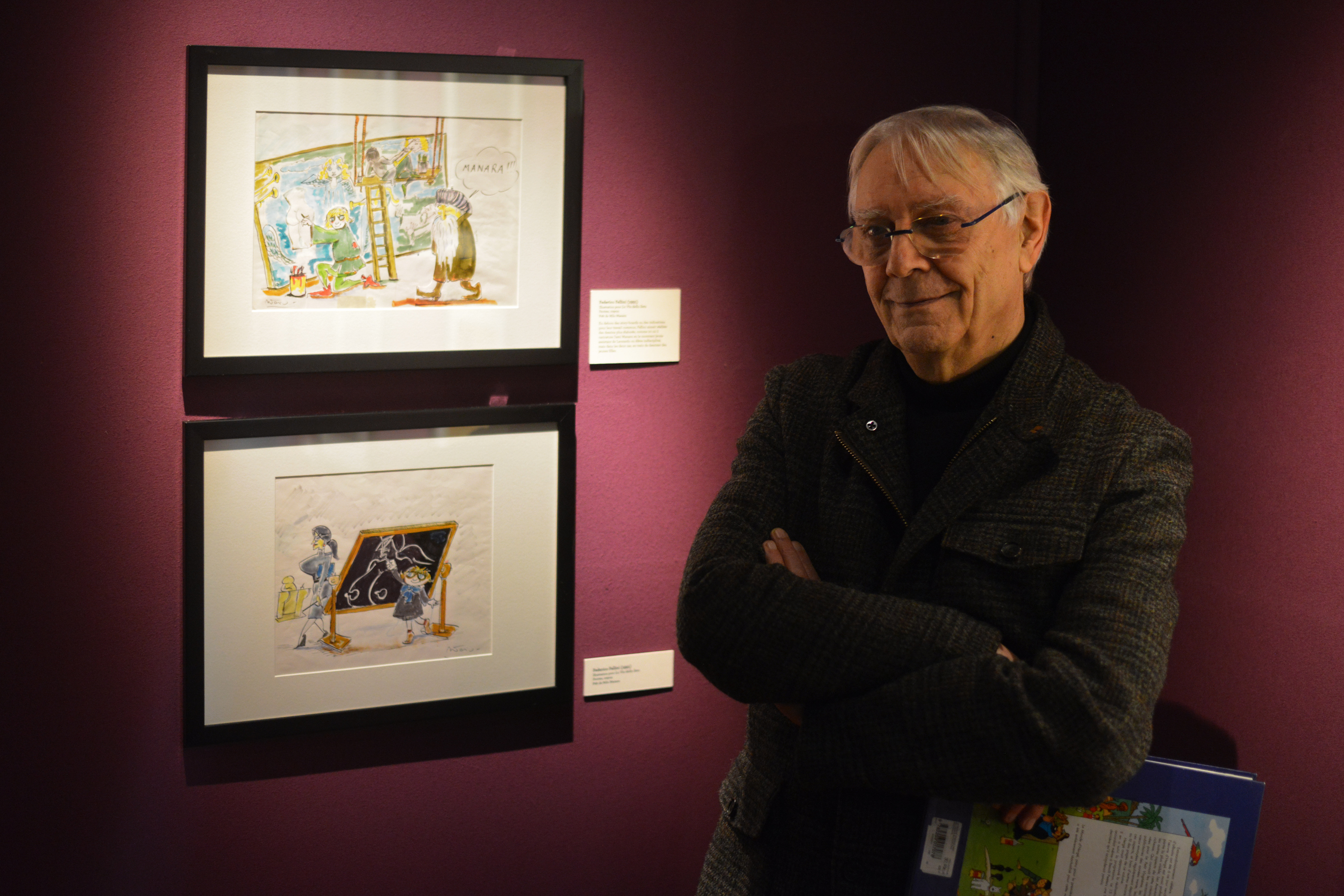
Milo Manara dans son exposition, au Festival International de la Bande Dessinée d'Angoulême 2019, pour qui Fellini a conçu deux bandes dessinées.

Federico Fellini était un dessinateur professionnel et, jusqu'en 1948, il a combiné son activité de scénariste avec celle de dessinateur. En tant que réalisateur, il avait l'habitude de dessiner les scènes de ses films. L'artiste surréaliste français Roland Topor et le peintre australien Albert Ceen (it), l'un des animateurs de la dolce vita, ont participé au développement du storyboard, ainsi qu'à la conception des personnages et des situations.
Lorsque son activité de réalisateur se fait plus rare, il conçoit également, pour les dessins de Milo Manara, deux bandes dessinées : Voyage à Tulum et Le Voyage de G. Mastorna. Voyage à Tulum est né du scénario du même nom, Viaggio a Tulun. La bande dessinée est publiée, à partir de 1989, dans le mensuel de bande dessinée Corto Maltese. Le Voyage de G. Mastorna est né d'un scénario achevé de Fellini et a vu le jour en 1992 dans les pages du magazine Il Grifo.
Le 1er septembre 1991, l'hebdomadaire Topolino publie, dans son numéro 1866, une version en bande dessinée de son film La strada, écrite par Massimo Marconi et dessinée par Giorgio Cavazzano.

## Fellini et la politique
Fellini a souvent déclaré se désintéresser de la politique,. Le seul homme politique avec lequel il a entretenu une relation épistolaire est Giulio Andreotti. Fellini a rarement exprimé ses opinions politiques au cours de sa vie et n'a jamais montré d'intérêt pour les films politiquement engagés, qui étaient très majoritairement populaires en Italie au tournant des années 1960 et 1970. Dans les années 1990, il a toutefois réalisé deux publicités électorales : l'une pour les démocrates-chrétiens et l'autre pour le parti républicain italien. Il participe également le 13 juin 1984 à la garde d'honneur des funérailles d'Enrico Berlinguer, le premier secrétaire du parti communiste italien, en compagnie de nombreuses autres personnalités du cinéma comme Francesco Rosi, Carlo Lizzani, Gillo Pontecorvo, Ettore Scola et Michelangelo Antonioni.
Sa propre famille était idéologiquement républicaine, bien que lui-même, dans les très rares occasions où il s'est trouvé prendre publiquement une position politique, l'ait toujours fait en faveur du Parti socialiste italien (en fait, il a personnellement suivi, assis au premier rang, son congrès sur l'unification avec le PSDI voulu par leurs secrétaires respectifs Pietro Nenni et Giuseppe Saragat en 1966). Cette proximité avec le PSI, et plus généralement avec le monde de la gauche modérée et réformiste, a été discrètement entretenue par le réalisateur tout au long de sa vie, allant même jusqu'à exprimer une opinion favorable de Bettino Craxi.

## Fellini et la spiritualité
Fellini a grandi dans une famille catholique romaine et se considérait comme un catholique, mais il a évité toute pratique religieuse. Les films de Fellini sont empreints de thèmes catholiques ; certains célèbrent les enseignements catholiques, tandis que d'autres critiquent ou ridiculisent le dogme de l'église. En 1965, Fellini a déclaré : « Je ne vais à l'église que lorsque je dois tourner une scène dans une église, ou pour une raison esthétique ou nostalgique. Pour la foi, vous pouvez aller voir une femme. C'est peut-être plus religieux ».
Fellini était très intéressé par la magie et l'ésotérisme et fréquentait la maison du médium Gustavo Rol, dont il prenait souvent conseil.

## Filmographie

### Réalisateur et scénariste

#### Longs-métrages
- 1950 : Les Feux du music-hall (Luci del varietà), coréalisé avec Alberto Lattuada
- 1952 : Le Cheik blanc ou Courrier du cœur (Lo sceicco bianco)
- 1953 : Les Vitelloni ou Les Inutiles (I vitelloni)
- 1954 : La strada
- 1955 : Il bidone
- 1957 : Les Nuits de Cabiria (Le notti di Cabiria)
- 1960 : La dolce vita ou La Douceur de vivre
- 1963 : Huit et demi (Otto e mezzo)
- 1965 : Juliette des esprits (Giulietta degli spiriti)
- 1969 : Bloc-notes d'un cinéaste (Block-notes di un regista), documentaire TV
- 1969 : Satyricon (Fellini Satyricon)
- 1970 : Les Clowns (I clowns)
- 1972 : Fellini Roma (Roma)
- 1973 : Amarcord
- 1976 : Le Casanova de Fellini (Il Casanova di Federico Fellini)
- 1979 : Répétition d'orchestre (Prova d'orchestra)
- 1980 : La Cité des femmes (La città delle donne)
- 1983 : Et vogue le navire… (E la nave va…)
- 1986 : Ginger et Fred (Ginger e Fred)
- 1987 : Intervista
- 1990 : La voce della luna ou La Voix de la lune

#### Courts-métrages
- 1953 : L'Amour à la ville (L'amore in città) - sketch Une agence matrimoniale (Agenzia matrimoniale)
- 1962 : Boccace 70 (Boccaccio '70) - sketch Les Tentations du docteur Antonio (Le tentazioni del dottor Antonio)
- 1968 : Histoires extraordinaires - sketch Ne pariez jamais votre tête avec le Diable (Toby Dammit)

#### Publicités
- Oh, che bel paesaggio, avec Silvia Dionisio et Victor Poletti – Campari (1984)
- Rigatoni Alta Società – Barilla (1985)
- Il sogno, 3 épisodes, avec Paolo Villaggio, Fernando Rey, Anna Falchi, Michele Giovanni Di Castro – Banca di Roma (1992), pour l'agence Saatchi & Saatchi Italia.

### Scénariste
- 1939 : La Folle Aventure de Macario (Imputato alzatevi!) de Mario Mattoli
- 1939 : Macario millionnaire (Lo vedi come sei... lo vedi come sei?) de Mario Mattoli
- 1940 : Faut pas m'le dire (Non me lo dire!) de Mario Mattoli
- 1940 : Le Pirate, c'est moi (Il pirata sono io!) de Mario Mattoli
- 1942 : I cavalieri del deserto de Gino Talamo et Osvaldo Valenti (film inachevé)
- 1942 : Quarta pagina de Nicola Manzari (film perdu)
- 1942 : Avanti c'è posto... de Mario Bonnard
- 1943 : Campo de' Fiori de Mario Bonnard
- 1943 : Apparizione de Jean de Limur
- 1943 : Le Diamant mystérieux ou Le Dernier Fiacre (L'ultima carrozzella) de Mario Mattoli
- 1945 : Toute la ville chante (Tutta la città canta) de Riccardo Freda
- 1945 : Rome, ville ouverte (Roma città aperta) de Roberto Rossellini
- 1945 : Chi l'ha visto? de Goffredo Alessandrini
- 1946 : Païsa (Paisà) de Roberto Rossellini
- 1946 : L'Aigle noir (Aquila nera) de Riccardo Freda
- 1946 : Le Crime de Giovanni Episcopo (Il delitto di Giovanni Episcopo) d'Alberto Lattuada
- 1947 : Le Passeur (Il Passatore) de Duilio Coletti
- 1947 : Fumerie d'opium (La fumeria d'oppio) de Raffaello Matarazzo
- 1948 : Sans pitié (Senza pietà) d'Alberto Lattuada
- 1949 : L'amore de Roberto Rossellini, segment Le Miracle (Il miracolo)
- 1949 : Le Moulin du Pô (Il mulino del Po) d'Alberto Lattuada
- 1949 : La città dolente de Mario Bonnard
- 1949 : Au nom de la loi (In nome della legge) de Pietro Germi
- 1950 : Les Onze Fioretti de François d'Assise (Francesco, giullare di Dio) de Roberto Rossellini
- 1950 : Le Chemin de l'espérance (Il cammino della speranza) de Pietro Germi
- 1951 : La Tanière des brigands (Il brigante di Tacca del Lupo) de Pietro Germi
- 1951 : Traqué dans la ville (La città si defende) de Pietro Germi
- 1951 : Les Volets clos (Persiane chiuse) de Luigi Comencini
- 1951 : Cameriera bella presenza offresi... de Giorgio Pàstina
- 1952 : Europe 51 de Roberto Rossellini
- 1958 : Fortunella d'Eduardo De Filippo
- 1966 : Le Voyage de G. Mastorna de Federico Fellini (film inachevé)
- 1979 : Voyage avec Anita (Viaggio con Anita) de Mario Monicelli
- 1986 : Voyage à Tulum (Viaggio a Tulum) de Federico Fellini (inachevé, finalement publié en bande dessinée)

### Acteur
- 1946 : Païsa (Paisà) de Roberto Rossellini : un homme dans la foule
- 1948 : L'amore, film en deux parties (I : La Voix humaine - Una voce umana - ; II : Le Miracle - Il miracolo -) de Roberto Rossellini : le vagabond
- 1969 : Bloc-notes d'un cinéaste (Block-notes di un regista) de Federico Fellini : lui-même
- 1970 : Les Clowns (I clowns) de Federico Fellini : lui-même
- 1970 : Alex in Wonderland de Paul Mazursky : lui-même
- 1972 : Fellini Roma (Roma) de Federico Fellini : lui-même
- 1974 : Nous nous sommes tant aimés d'Ettore Scola : lui-même
- 1983 : Il tassinaro d'Alberto Sordi : lui-même
- 1987 : Intervista de Federico Fellini : lui-même

### Assistant-réalisateur
- 1945 : Rome, ville ouverte (Roma città aperta) de Roberto Rossellini
- 1946 : Païsa (Paisà) de Roberto Rossellini
- 1948 : L'amore, film en deux parties (I : La Voix humaine - Una voce umana - ; II : Le Miracle - Il miracolo -) de Roberto Rossellini
- 1948 : Sans pitié (Senza pietà) d'Alberto Lattuada
- 1954 : Où est la liberté ? (Dov'è la libertà...?) de Roberto Rossellini

## Publications
- Federico Fellini et André Bazin, La strada. Un film de Federico Fellini, Paris, Seuil, 1955
- Federico Fellini et Tonino Guerra, Amarcord (Je me souviens), Paris, Gallimard, 1974
- Federico Fellini, Les propos de Fellini, Paris, Buchet/Chastel, 1980
- Federico Fellini et Bernardino Zapponi, La Cité des femmes, Paris, Albatros, 1980
- Federico Fellini et Giovanni Grazzini, Fellini par Fellini, Paris, Calmann-Levy, 1984 (ISBN 2-7021-1309-5)
- Federico Fellini, Intervista, Paris, Flammarion, 1987
- Federico Fellini et Milo Manara, Voyage à Tulum, Casterman, 1990 (ISBN 2-203-33902-0)
- Federico Fellini, Giulietta, Paris, éd. de Fallois, 1990
- Federico Fellini et Damian Pettigrew, Fellini, je suis un grand menteur, Paris, L'Arche, 1994 (ISBN 2-85181-340-4)
- Federico Fellini, Faire un film, Paris, éd. du Seuil, 1996
- Federico Fellini et Milo Manara, Le Voyage de G. Mastorna, Casterman, 1996
- Federico Fellini et Georges Simenon, Carissimo Simenon, Mon cher Fellini, Paris, éd. de l'Étoile/Cahiers du cinéma, 1998
- Federico Fellini, Le Livre de mes rêves, Paris, Flammarion, 2007 (ISBN 978-2-0812-0538-3)

## Radio

### Émissions de l'EIAR
- Città di tutto il mondo, Impressions de voyage de Ruggero Maccari et Federico Fellini, diffusé le 25 juillet 1940.
- Mancava il finale, revue par Fellini et Ruggero Maccari, réalisée par Nunzio Filogamo, diffusée le 19 décembre 1940.
- Vuoi sognar con me?, revue de Fellini et Maccari, mise en scène de Nunzio Filogamo, diffusée le 24 avril 1941.
- Una notte cadde una stellina, revue de Fellini et Maccari, mise en scène par Nunzio Filogamo, diffusée le 22 mai 1941.
- Notturno, pièce radiophonique de Fellini et Maccari, diffusée le 31 octobre 1941.
- Comici italiani al microfono : Nino Taranto par Federico Fellini et Piero Tellini, réalisé par Nino Meloni, diffusé le 22 octobre 1942.
- Variations de Terziglio sur le thème Il primo amore de Luciano Folgore, Mario Brancacci et Federico Fellini, réalisées par Nino Meloni, diffusées le 20 octobre 1942.
- Variations Terziglio sur le thème Sale d'aspetto de Federico Fellini, Marcello Marchesi et Angelo Migneco, réalisées par Claudio Fino, diffusées le 29 janvier 1943.
- Variations "Terziglio" sur le thème Il primo impiego de Fellini, Marchesi et Migneco, réalisées par Claudio Fino, diffusées le 20 février 1943.

### Émissions de laRai
- Nel bazar della rivista de Federico Fellini et Ruggero Maccari, diffusé le 26 décembre 1945.
- Bentornata, Gelsomina!, Radio club pour Federico Fellini et Giulietta Masina, présente Silvio Gigli, diffusé en 1957.
- Un giorno col personaggio, rencontre au micro de Sergio Zavoli : Federico Fellini, diffusé le 6 mars 1960.
- Perché Fellini, une émission de Rosangela Locatelli avec Federico Fellini, diffusée en 1970.

## Prix, distinctions et hommages

### Distinctions
Grand officier de l'ordre du Mérite 2e classe (Grande ufficiale dell'Ordine al merito della Repubblica italiana), 18 août 1964

 Chevalier grand-croix de l'ordre du Mérite‎ 1re classe (Cavaliere di gran croce dell'Ordine al merito della Repubblica italiana), 27 avril 1987

Praemium Imperiale du Japon, 1990.

### Récompenses
- 1953 : Lion d'argent à la Biennale de Venise pour Les Vitelloni
- 1954 : Ruban d'argent de la meilleure réalisation pour Les Vitelloni
- 1954 : Lion d'argent à la Biennale de Venise pour La strada
- 1955 : Ruban d'argent de la meilleure réalisation pour La strada
- 1956 : Bodil du meilleur film européen pour La strada
- 1956 : NYFCC Award du meilleur film étranger pour La strada
- 1957 : Oscar du meilleur film étranger pour La strada
- 1957 : David di Donatello d'or de la meilleure réalisation pour Les Nuits de Cabiria
- 1957 : Mention spéciale (prix de l'OCIC) au festival de Cannes pour la réalisation de Les Nuits de Cabiria
- 1958 : Ruban d'argent de la meilleure réalisation pour Les Nuits de Cabiria
- 1958 : Ruban bleu du meilleur film en langue étrangère pour La strada
- 1958 : Oscar du meilleur film étranger pour Les Nuits de Cabiria
- 1960 : Palme d'or au festival de Cannes pour La dolce vita
- 1960 : David di Donatello d'or de la meilleure réalisation pour La dolce vita
- 1961 : Ruban d'argent du meilleur sujet original pour La dolce vita
- 1961 : NYFCC Award du meilleur film étranger pour La dolce vita
- 1963 : NYFCC Award du meilleur film étranger pour Huit et demi
- 1963 : Grand Prix du festival de Moscou pour Huit et demi
- 1964 : Trois Rubans d'argent (réalisation du meilleur film, meilleur sujet original et meilleur scénario) pour Huit et demi
- 1964 : Bodil du meilleur film européen pour Huit et demi
- 1964 : Oscar du meilleur film étranger pour Huit et demi
- 1965 : NYFCC Award pour Juliette des esprits
- 1970 : Quatre Rubans d'argent (meilleure photographie, meilleurs costumes, meilleurs décors et meilleure scénographie, meilleur acteur dans un rôle secondaire) pour Satyricon
- 1972 : Grand Prix de la Commission supérieure technique au festival de Cannes pour Fellini Roma
- 1974 : Deux Rubans d'argent (réalisation du meilleur film italien et meilleur sujet original) pour Amarcord
- 1974 : Deux David di Donatello d'or (meilleur film et meilleure réalisation) pour Amarcord
- 1974 : NYFCC Award du meilleur film pour Amarcord
- 1975 : Bodil du meilleur film européen pour Amarcord
- 1975 : Oscar du meilleur film étranger pour Amarcord
- 1978 : BAFTA Film Award de la meilleure direction artistique pour Le Casanova de Fellini
- 1980 : Ruban d'argent de la réalisation du meilleur film italien pour La Cité des femmes
- 1984 : Ruban d'argent de la réalisation du meilleur film italien pour Et vogue le navire…
- 1984 : Deux David di Donatello d'or du meilleur film et du meilleur scénario pour Et vogue le navire…
- 1984 : David di Donatello Luchino Visconti pour sa carrière
- 1985 : Lion d'or pour la carrière à la Biennale de Venise
- 1986 : David di Donatello spécial René Clair pour Ginger et Fred
- 1986 : Médaille d'or de la ville de Rome pour le 30e anniversaire des David di Donatello
- 1986 : Prix spécial du jubilé d'or aux DGA Awards (Directors Guild of America)
- 1987 : Prix du 40e anniversaire du Festival International du Film de Cannes pour Intervista
- 1987 : Grand Prix du Festival international du film de Moscou pour Intervista
- 1989 : Prix du cinéma européen pour la carrière
- 1993 : Oscar d'honneur en appréciation de l'un des maîtres-conteurs de l'écran

## Films sur Federico Fellini
- 1962 : Federico Fellini, d'André Delvaux, interview fleuve pour la télévision belge
- 1971 : Ciao Federico ! de Gideon Bachmann[e]
- 2002 : Fellini, je suis un grand menteur, de Damian Pettigrew[f]
- 2013 : Qu'il est étrange de s'appeler Federico (Che strano chiamarsi Federico : Scola racconta Fellini) d'Ettore Scola
- 2023 : Fellini confidences retrouvées, documentaire de Jean-Christophe Rosé, France 5